# Thé coréen
Pour les articles homonymes, voir Thé (homonymie).
Thé coréen désigne de nombreuses tisanes, infusions coréennes (dissolution, macération, infusion ou décoction) de feuilles, racines, fleurs, fruits, graines, de champignons, d'algues et végétaux de la pharmacopée orientale, seuls ou en mélange, couramment consommées en Corée, et non seulement le thé (Camelia sinensis).
De nos jours, ils sont fréquemment commercialisés sous forme de conserves prêtes à diluer : au sucre, en poudre, voir conditionnés déjà prêt à boire.

## Dénomination
차 (tcha) est un terme générique qui désigne indifféremment toutes infusions et décoctions dans l'eau, au même titre qu'en chinois 茶 (chá) qui désignait autrefois indifféremment les médecines et se prononce aussi zo, dzo en dialecte Wu, za dans le Hunan, ta et té en minnan (qui donne le français, l'anglais et l'allemand), en japonais お茶 (ocha), en portugais chá etc. Dans toutes ces langues le mot est accompagné de la plante utilisé pour désigner précisément une boisson (thé de mûrier, thé de kaki, etc.).
On utilise aussi 전통차 (jeontong cha) thé traditionnel ou thé indigène (le thé goji, de hyangyak, à la menthe, thé baeksan, thé gugija, le thé omija, le thé au ginseng et le thé vert sont cités en exemple) leur origine remonterait à la période des Trois Royaumes.
Le 미수 (misu) est une boisson à base de poudre de céréales qui n'est pas comparable aux infusions, par exemple 미수 보리 (misu boli) boisson de lait ou d'eau et de poudre d'orge n'est pas comparable avec le thé d'orge 보리차 (boli cha) infusion d'orge torréfiée. On approche alors le monde des bouillies, gruaux et des congees.

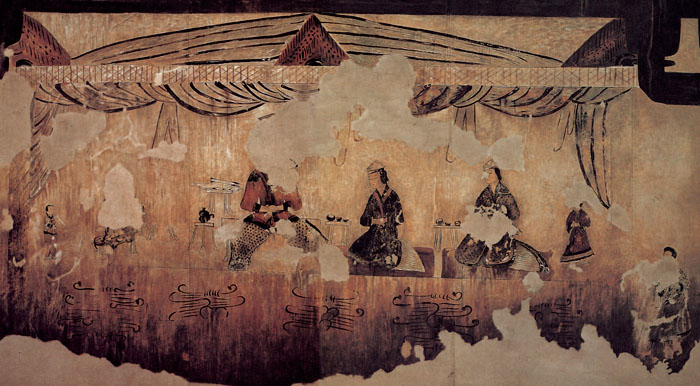
Peinture murale Gakjeochong (각저총), d'une tombe de Goguryeo (Ve siècle), dégustation de thé.

## Histoire
Les pays d'Asie de l'est s'influencent mutuellement dans la science des thés, pour ce qui est de la Corée la consommation du seul thé vert (Camelia sinensis) contribue à un apport significatif de composés phénoliques et de flavonoïdes antioxydants. Les divers thés de végétaux sont une boisson qualifiée d'incontournable en Corée, la diversité des thés serait due au succès du confucianisme au XIVe qui a fait reculer l'influence du bouddhisme et attaché à la culture du thé de Camelia sinensis.
L'usage des tisanes tient au souci de prévenir et soigner les maladies. La médecine coréenne traditionnelle ou 한약 (han-yag) repose sur l'acuponcture, la thermothérapie et la phytothérapie qui fait un large usage des infusions ou décoctions comme beaucoup de médecines traditionnelles asiatiques (médecine chinoise ou tibétaine). Elle remonterait à la préhistoire.
Les coréens revendiquent également le gout des thés froids, non filtrés, qui permettent d'assimiler le qi de la nature pour une bonne santé. Mais aussi de très nombreux thés coréens sont sucrés, fait par dissolution de sirops, de parties de végétaux conservés dans du miel, de confitures, ce qui leur donne un gout addictif et aurait une incidence négative sur l'hypertension et à l'obésité.
De nombreuses préparations indiquées ci-dessous existent en Chine, au Japon, au Viêt-Nam.

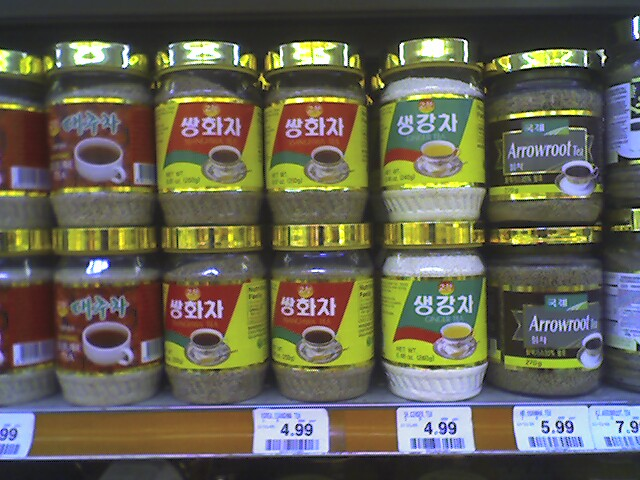
Daechu cha (jujube sec), ssanghwa cha (gingembre sec), chik cha (marante)

## Les différents thés

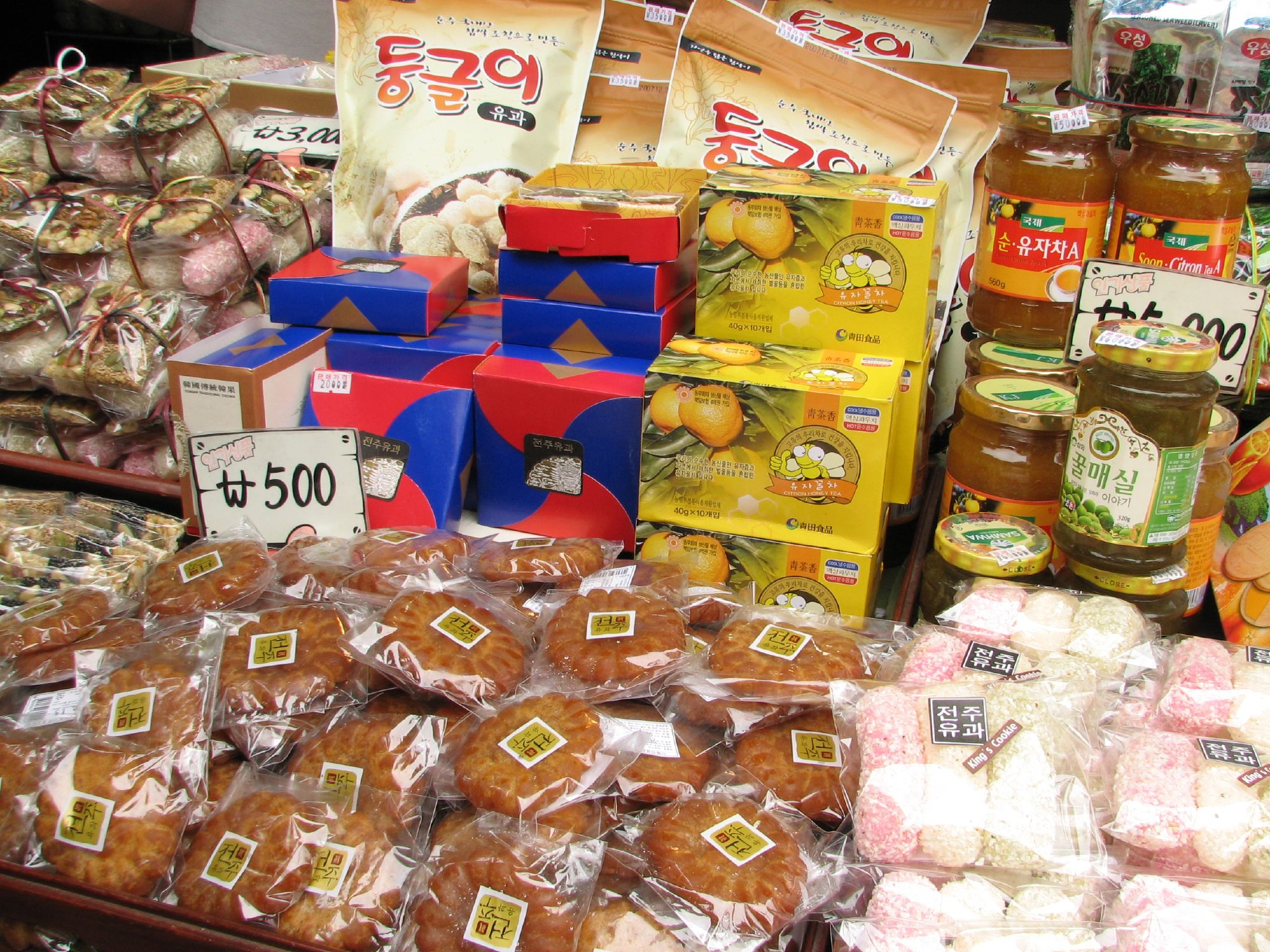
Gâteaux au riz soufflé, bonbons et de marmelades à diluer pour faire le thé coréen

Il existe des thés de simples, dissolution, macération, infusion et décoction, des thés fermentés chungteajeon, ils se consomment chauds ou froids, salés, sucrés ou miellés, du matin au soir.

### Thés de feuilles

#### Thé d'armoise
Artemisia vulgaris 물쑥차 (mulssug cha), armoise japonaise, Artemisia princeps 쑥차 (ssug cha). La tisane d'armoise aromatique et amère (infusion 5 g par litre d'eau) est connue de longue date pour ses vertus emménagogues (non démontrées) et anti hystérique, elle est riche en mono-terpénoïdes (analgésique) et en sesquiterpènes, tous deux antioxydants. L'infusion est longue (de 10 à 120 min) et utilise les jeunes feuilles ou les fleurs séchées.

#### Thé d'aiguilles de pin

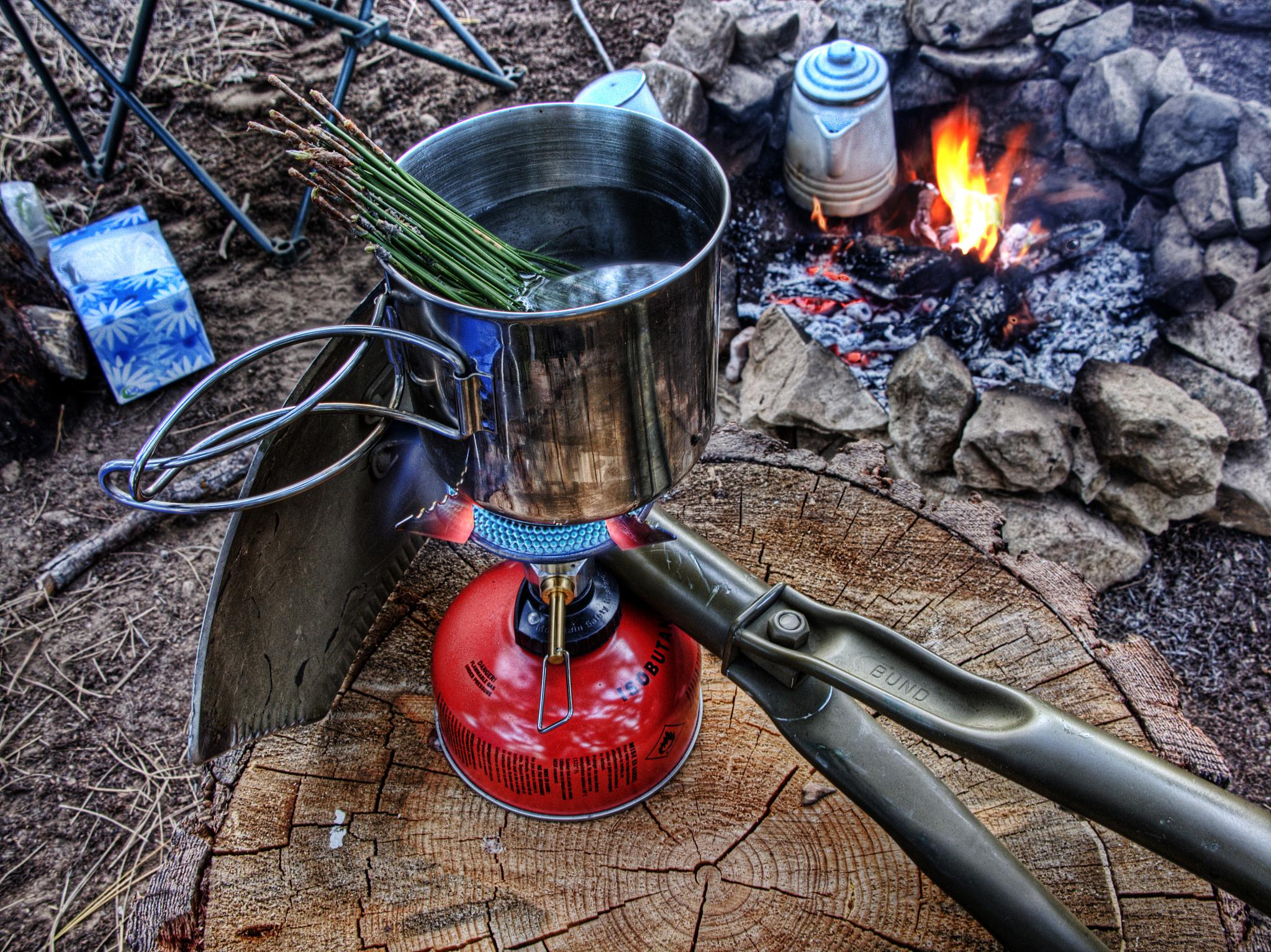
Tisane d'aiguilles de pin

Cette infusion (2 ou 2 min) de feuilles blanches (nom local des aiguilles de pin, si vous en buvez pendant 2 ans votre vie est prolongée de 20 ans dit-on) se fait d'aiguilles séchées, elle est réputée salutaire pour le foie et les vaisseaux sanguins et délicieuse. Elle serait riche en vitamine C. Il ne faut pas utiliser n'importe quel pin: le pin de Norfolk (qui est un Araucaria), le pin jaune (pin ponderosa), le pin de Monterey, le pin tordu ou les ifs sont toxiques.
Deux pins sont employés : le pin blanc de Corée (Pinus koraiensis) 백엽차 (baeg-yeob cha), chinois 柏葉茶 (bǎiyè chá) et le pin rouge du Japon (Pinus densiflora) 솔잎차 (sol-ip cha). L'infusion peut être longue (quelques semaines) et à base d'aiguilles séchées, on la sucre.

#### Thé de feuille de brasénie
순채차 (sunchae cha), chinois 蓴菜茶 (chúncài chá). La brasénie de Schreber (Brasenia schreberi) est une plante aquatique vivace dont les jeunes feuilles protégées par un mucilage sont consommées (légume, soupe froide) et cultivées à cette fin au Japon. Sous sa forme sauvage, elle est voie de disparition de classe II en Corée. Cette infusion à texture gélatineuse est miellée.

#### Thé de lédon des marais
Rhododendron tomentosum 백산차 (baegsan cha), chinois 白山茶 (báishān chá). Les propriétés thérapeutique des feuilles et des fleurs de la lède des marais sont diversement décrites, le lédol contenu dans son huile essentielle est décrit comme un sesquiterpène euphorisant, toxique à forte dose.

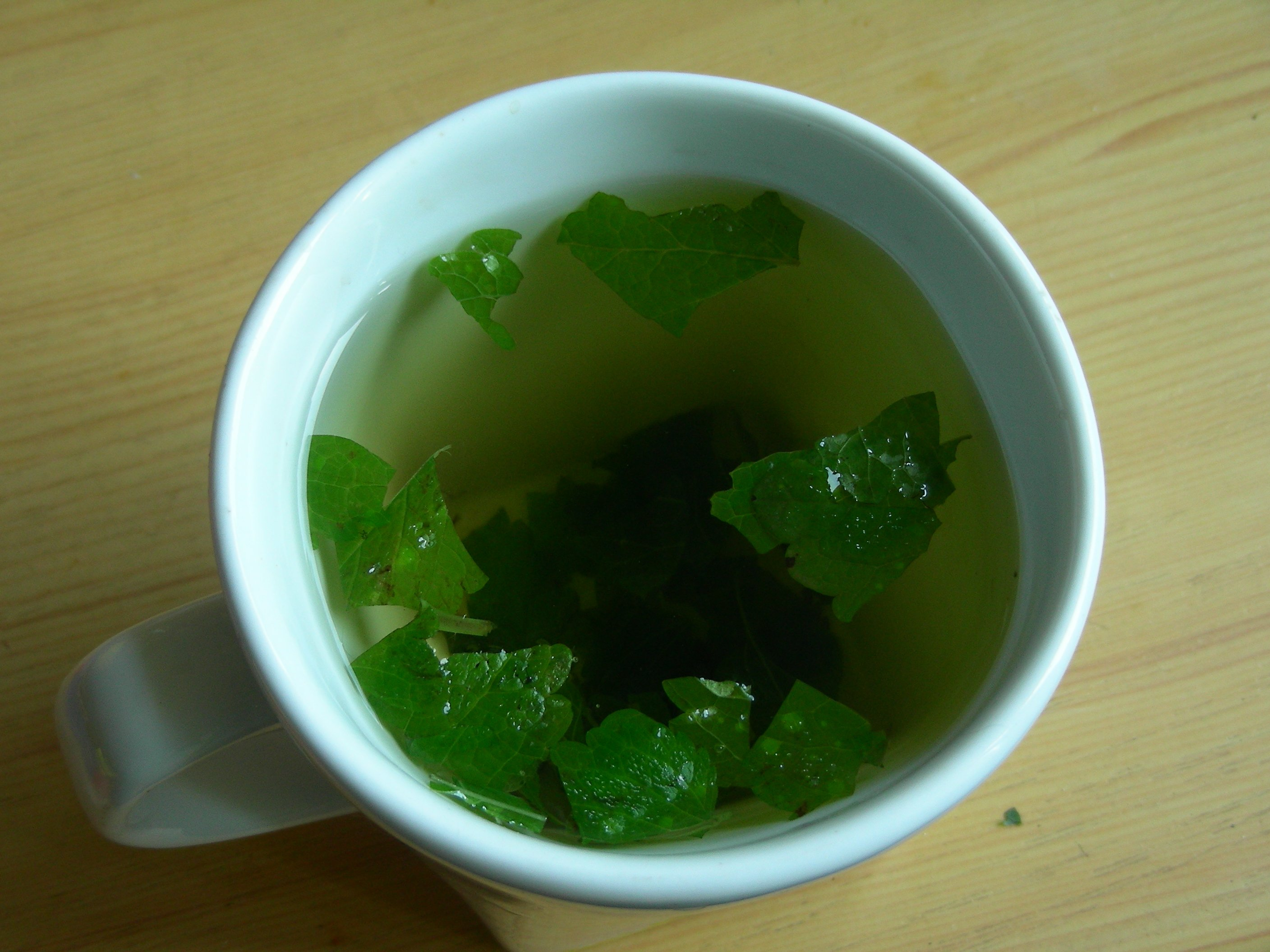
Les Lamiaceae sont une famille très utilisée dans les tisanes chinoises.

#### Thé de feuilles de menthe du Canada
Mentha canadensis 박하차 (bagha cha), chinois 薄荷茶 (bòhé chá). Cette tisane de menthe se prépare en Corée avec les feuilles de menthe sauvage. Les menthes sont des plantes médicinales associées aux boissons, leur huile essentielle est abondante en composés aromatiques: limonène, menthone, menthol  aux propriétés multiples qui en font un des additifs aromatiques les plus utilisés avec la vanille et les agrumes. Cette tisane est spécialement riche en polyphénols.

#### Thé de feuille de bambou

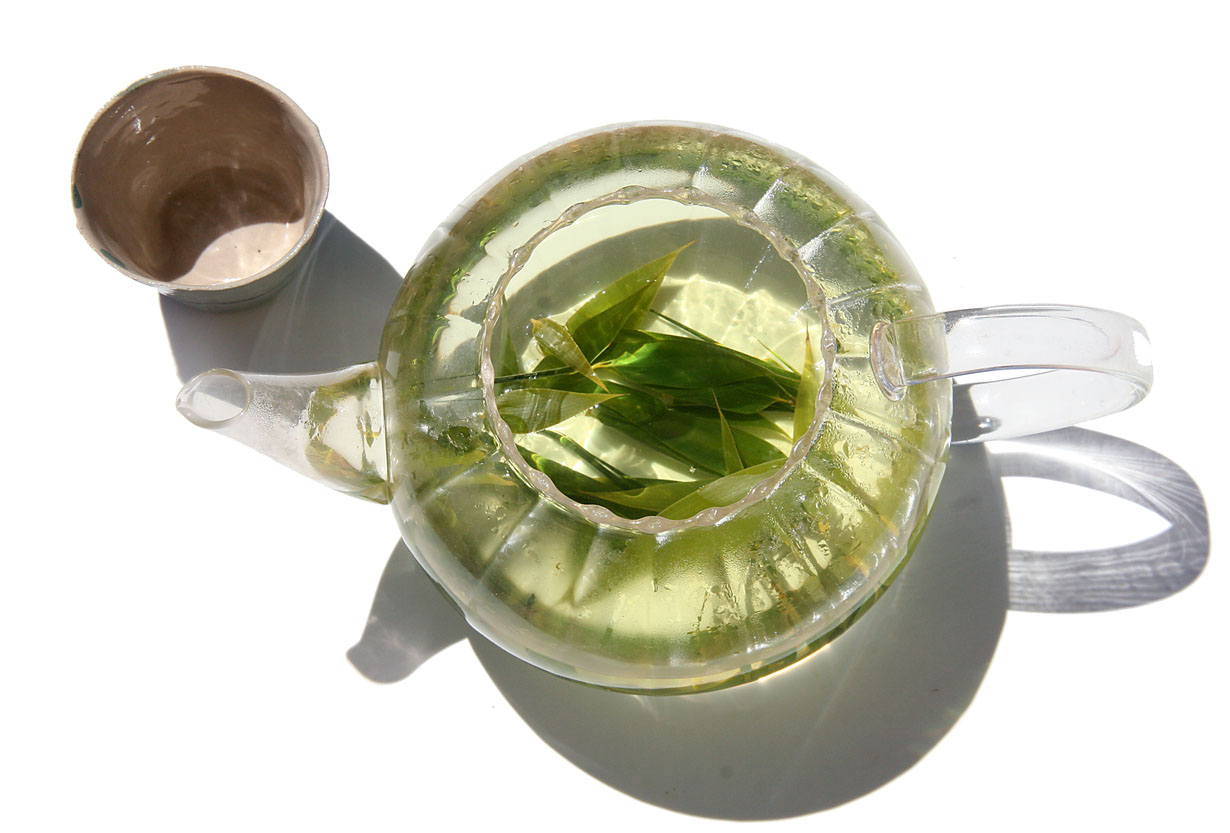
Tisane de feuilles de bambou

댓잎차 (daes-ip cha), chinois 竹叶茶 (Zhú yè chá), japonais 笹の葉茶 (Sasanoyō cha) est la tisane de feuille de bambou, il semble que les chinois utilisent spécialement les genres Phyllostachys et Pseudosasa, chez eux la fonction thérapeutique est dégager la température, dégager le cœur, le poumon et le qi... il éclairci le qi[réf. nécessaire]. La recherche contemporaine a montré que le bambou est une source importante d'antioxydants (phénols, les flavonoïdes, les vitamines C et E), de nutriments, de composés bioactifs (sélénium, zinc, cuivre, fer et manganèse). Il préviendrait certaines maladies non transmissibles et les effets du vieillissement.

#### Thé de feuille de goyavier
구아바잎차 (guabaip cha), ce thé est communément vendu en sachet infusette avec la réputation d'être utile dans de nombreuses pathologies (de la rhinite allergique - il déboucherait le nez congestionné - aux maladies neuro-dégénératives).

#### Thé de rhododendron de Laponie
Rhododendron lapponicum 황산차 (hwangsan cha), chinois (黃酸茶 (Huáng suān chá)). Infusion de feuilles et des sommités florales. Le pollen est signalé toxique. Ne doit pas être confondu avec le thé Huangshan Mobong 黃山毛峰茶 (huángshān máo fēng chá) qui est un thé noir de Camelia sinensis de la province du Anhui.

#### Thé d'hortensias de montagne

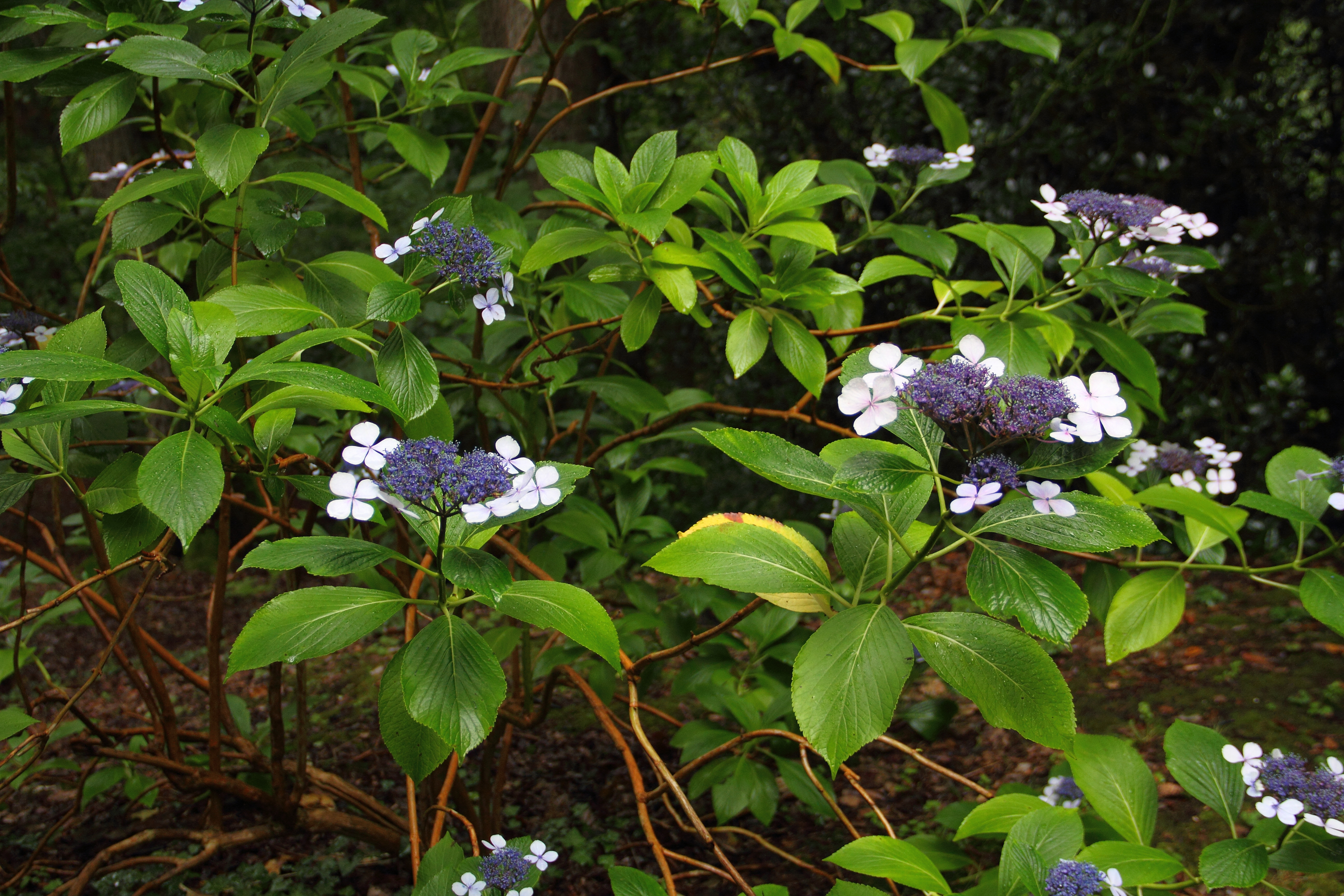
Hortensia serrata

Hydrangea serrata 이슬차 (iseul cha) ou 감로차 (gamlo cha), chinois 甘露茶 (gānlù chá), communément thé de rosée. L'hortensia serrata, hortensia de montagne est une plante originaire de Corée et du Japon différente de l'hydrangea dont il existe de nombreux cultivars décoratifs. Les feuilles contiennent de la phyllodulcine, un édulcorant naturel qui donne une infusion au gout sucré.

#### Thé de rosier du Japon
Rosa rugosa 매괴차 (maegoe cha), chinois 玫瑰茶 (méiguī chá) Rosiers sauvages. Cette infusion de pétales de rose non fermentées ou semi-fermentées possédé des activités fortement antioxydantes et l'infusion de feuilles, d'un goût agréable. Il peut servir d'astringent pour resserrer les pores de la peau. L'infusion de cynorhodon également riche en vitamine C est réputée prévenir les rhumes et les grippes. En Corée, la tisane se fait de feuilles et de fleurs sèches. Cette infusion ne doit pas être confondue avec celle de fleur d'Hibiscus syriacus, rose de Sharon ou mugunghwa, fleur nationale de la Corée du Sud qui donne un thé au parfum délicat.

#### Tisane de thym du Japon

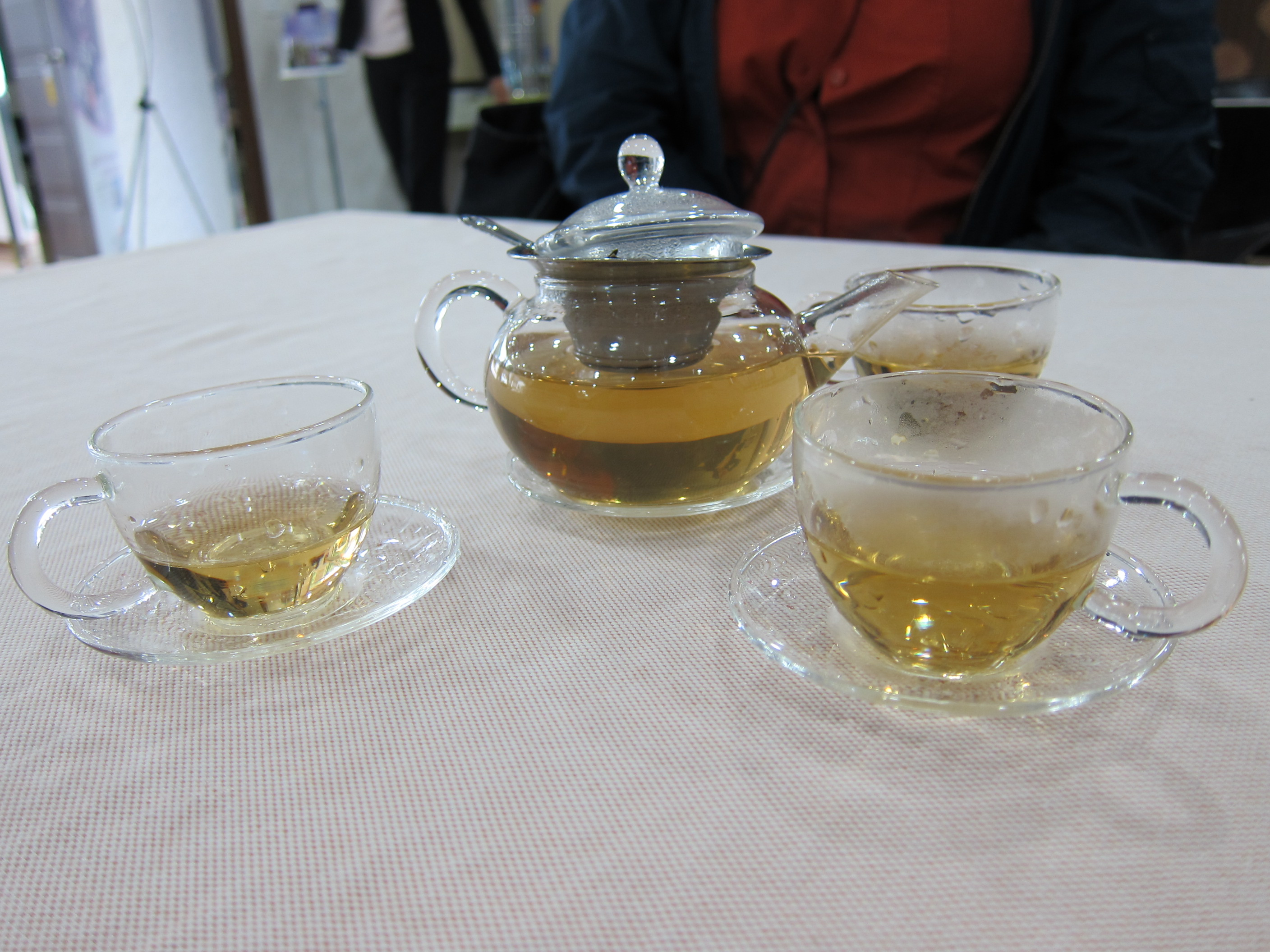
Seombaengnihyang-cha, infusion de thym du Japon

Thymus japonicus 섬백리향차 (seombaeglihyang cha), l'ile de Ulleung-do 울릉도 (ulleungdo), anciennement Dagelet a une spécialité de production de ce thym, très parfumé, la feuille séchée est utilisée en tisane aromatique. On lui attribue des vertus respiratoires, antivieillissement, etc.. La plante est également présente à l'est de la Russie, sur l'ile de Sakhaline, au Japon, en Mongolie, et en Chine du Nord.

#### Thé de feuille d'orme
느릅나무 잎차 (neuleubnamu ip cha) la tisane de feuille d'orme (Ulmus davidiana var. japonica) est réputée prévenir l'insomnie (100 g par litre d'eau). On utilise aussi l'écorce et la racine de l'orme. L'orme rouge est depuis longtemps dans les formulaires en français pour son mucilage qui donne des tisane adoucissantes. Une légende coréenne (Le fils pieux de l'Orme) fait état d'un orme divin, vieux de 250 ans, dont les feuilles avaient en tisane un pouvoir thérapeutique hors du commun, la feuille d'orme jeune est consommée avec du riz et rêver de feuille d'orme est un présage favorable.

### Thés de fleurs

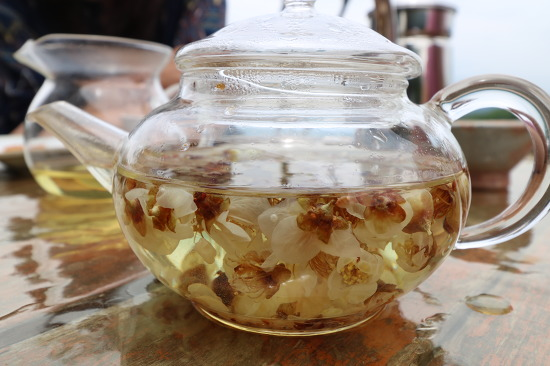
Thé de fleur fraiche de prunier

#### Thé de fleur de Prunus
- pêcher (Prunus persica)

도화차 (dohwa cha), chinois 桃花茶 (táohuā chá), se fait de fleurs de pêcher séchées. Gout délicat, autrefois donné sous forme de tisane aux enfants comme laxatif léger.
- 매화차 (maehwa cha), chinois 梅花茶 (méihuā chá) est le rare thé de fleur du prunier Prunus mume, 10 fleurs par théière et brève infusion de 2 min[59]. Les fleurs sont séchées et conservées dans du miel. Il est localement décrit comme très frais et très parfumé, désaltérant. Il préviendrait la toux, l'indigestion et les taches de rousseur[60].

#### Thé de sophora du Japon
Fleur du yeuzou au Japon - (Styphnolobium japonicum): 괴화차 (goehwa cha), chinois 槐花茶 (huái huā chá), la fleur du sophora du Japon est employée pour les hémorroïdes ou les dartres. Ces fleurs sont connues pour entrer dans la composition du thé de 5 fleurs 五花茶 (wǔ huāchá), boisson rafraichissante chinoise.

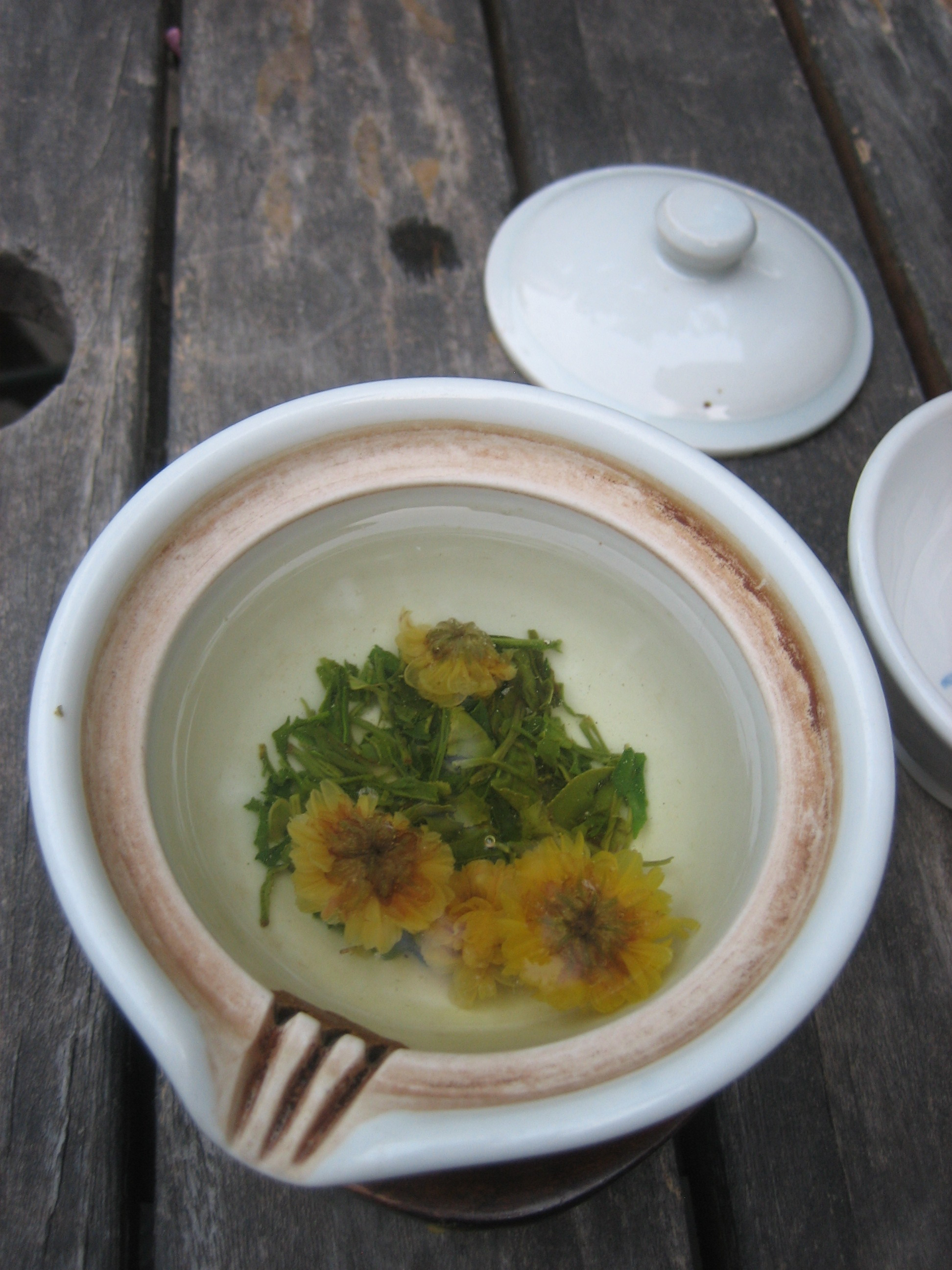
thé de chrysanthème (Camomille de Chine)

#### Thé de chrysanthème
- Chrysanthème d'automne

(Chrysanthemum zawadskii subsp. latilobum), 구절초차 (gujeolcho cha), chinois 九節草茶 (Jiǔ jié cǎo chá), cette astéracée est connue pour ses propriétés antioxydantes et traditionnellement elle soigne les maladies gynécologiques, l'infertilité féminine, elle dégage un parfum fortement marqué par le bornéol et le camphre.
- Thé de fleur de chrysanthème indien

Camomille de Chine, Chrysanthemum indicum, 국화차 (gughwa cha), chinois 菊花茶 (júhuā chá). Il s'agit d'une fleur usuellement utilisée en médecine traditionnelle chinoise, son potentiel antioxydant a donné lieu en Corée à diverses études sur sa durée de torréfaction ainsi que sa qualité organoleptique (qui est optimale ave 5 passages à la poêle). Le composant aromatique volatil prédominant est la chrysanthénone (10,01 %. Une libération plus rapide des antioxydant actifs est obtenue avec une infusion à 50 °C.

#### Thé de fleur de cannelier de Chine
Cinnamomum cassia, 계화차 (gyehwa cha), chinois (桂花茶 (guìhuā chá). On sait que cette plante est classée avec un très haut niveau antioxydant, peu d'études existent sur sa fleur qui est connue de longue date pour son essence aromatique. Adolphe Marie Gubler écrit «les fleurs non développées du Cinnamomum Cassia, analogues aux clous de Girofle, mais plus petites, ont des propriétés et une composition semblable à celles de l'écorce connue sous le nom de Cannelle de Chine. L'huile volatile a la même action physiologique et sert aux mêmes usages thérapeutiques que l'essence de Cannelle de Ceylan ».

#### Thé de fleur de mandarinier
Thé de fleur de mandarinier (Citrus reticulata subsp. unshiu) 귤화차 (gyulhwa cha), chinois 橘花茶 (jú huā chá), japonais 橘花茶 (kitsuka cha). Ce sont des fleurs séchées souvent mélangées moitié-moitié à un thé de Camelia sinensis vert ou noir et ce thé se boit surtout à Jeju et en Chine. Il est riche en minéraux, et recommandé pour les problèmes d'estomac (il réchauffe le qi) .

#### Thé de fleur de pissenlit coréen
Taraxacum platycarpum, 민들레차 (mindeulle cha), la plante est réputée antipyrétique, anti-inflammatoire, diurétique et gastrique. La tisane de fleur de pissenlit aurait des vertus dépuratives.

#### Thé aux fleur d'armoise
Artemisia princeps, 쑥꽃 꽃차 (ssugkkoch kkoch cha), depuis longtemps la fleur d'armoise est signalée soit en tisane contre les malaises soit pour parfumer le thé.

#### Thé de fleur de magnolia de Kobé
Magnolia kobus, 목련차 (moglyeon cha) chinois 木蓮茶 (Mùlián chá). Les boutons floraux parfumés du Magnolia kobus sont largement utilisés en médecine coréenne, leurs principaux composants aromatiques sont le caryophyllène (19,9 % mais ce pourcentage baisse avec le séchage de la fleur) et l'α-terpinéol (12,5 %). Ils ont une action sur la concentration du cerveau et amélioreraient les activités psychophysiologiques humaines.

thé de fleur de lotus

#### Thé de fleur de lotus
Nelumbo nucifera. 연꽃차 (yeonkkoch cha), 연화차 (yeonhwa cha), chinois 蓮花茶 (liánhuā chá). La fleur de lotus est riche en antioxydants et utilisée par les ethnomédecines pour ses effets anti-inflammatoires, anti-diabétique, anti-obésité, anti-angiogénique and anti-cancer. Elle réduit les niveaux élevés de concentrations de lipides sériques chez le rat. Elle est utilisée fraiche environ 4 g par tasse ou est blanchie et séchée, ses principaux composants aromatiques sont les 10 et 12-hexadecadienal et le E-14-hexadecenal (autour de 16 % chacun). La tisane de pétales de fleur de lotus Trà mộc hoa sen est courante en été à Hanoï. On fait des thés de lotus avec toute la plante (racine, base des feuilles, fleurs, fruits, graines).

### Thés de racines

#### Thé de racine d'angélique
당귀차 (dang-gwi cha), chinois 當歸茶 (dāngguī chá). Les Angelica sont des Apiaceae qui développent de fortes racines, Angelica gigas ou angélique géante, angélique de Corée est principalement présente en Corée, Angelica acutiloba au Japon et dans le Gansu chinois Angelica sinensis. L'infusion de racine sèche d'Angelica gigas est médicinale traditionnellement utilisée pour traiter l'anémie, la douleur, l'infection et les rhumatismes articulaires. Parmi toutes les tisanes coréennes, l'angélique de Corée, plante locale médicinale la plus cultivée en Corée, est la plus étudiée, l'extrait de racine sèche aurait un effet neuroprotecteur (2020), elle est commercialisée en complément alimentaire (en poudre). Une autre angélique Angelica keiskei (ashitaba au Japon) est également l'objet de publications, sa tisane se fait non de racines mais de feuilles.
On trouve la tisane d'angélique dans les anciens formulaires en français, les amateurs préfèrent l'Angélique sylvestre (forme sauvage) à l'Angélique cultivée. Bouchardat conseille de renouveler le stock de racine sèche tous les ans car elle perd son huile essentielle, il ajoute: «l'angélique est un des meilleurs et des plus agréables excitants de la famille des ombellifères».

#### Tisane de racine de platycodon

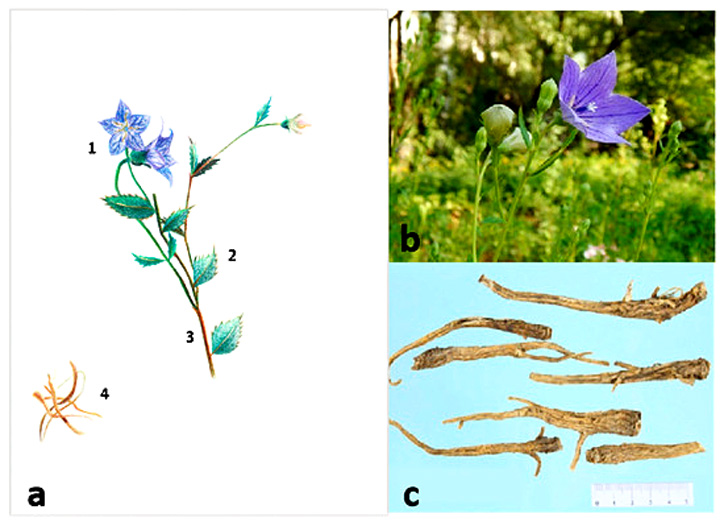
P. grandiflorus. a - 1. fleur; 2. feuille; 3. tige; 4. racine. b - P. grandiflorus en fleur. c - racine sèche à usage médical.

도라지차 (dolaji cha) Platycodon grandiflorus, la racine de la campanule à grandes fleurs ou キキョウ (kikyō) en japonais contient une grande quantité de flavonoïdes, d'acide phénolique et de saponines dont les platycosides cytotoxiques contre les cellules cancéreuses, neuroprotectrice, antivirale et hypocholestérolémiantes, en médecine traditionnelle chinoise et coréenne elles ont des vertus antitussives, immunostimulatrices, anti-inflammatoires, antioxydantes, antitumorales, anti-obésité, antidépressives et cardiovasculaires. Leur torréfaction donne un gout agréable.

#### Thé de racine de sceau de Salomon odorant

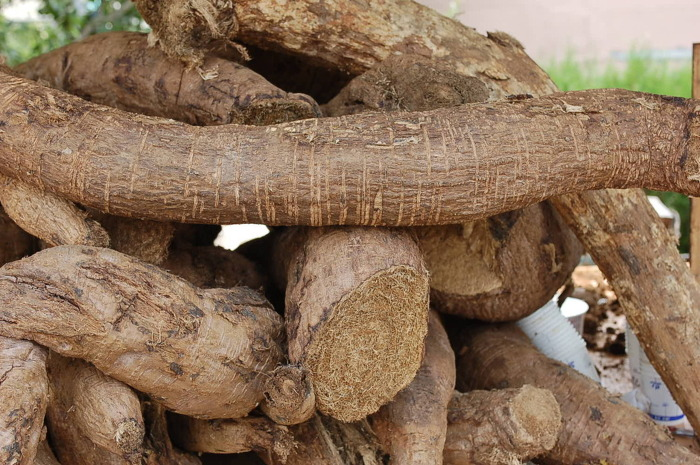
marante est-asiatique séche

둥굴레차 (dung-gulle cha) Polygonatum odoratum est nommé 둥굴레 (dung-gulle) ou en chinois 玉竹 (yùzhú) yùzhú, bambou de jade. La racine du racine de sceau de Salomon odorant est utilisée dans les médecines traditionnelles chinoises et coréennes comme complément alimentaire et phytothérapeuthique. C'est un antioxydant, 11 homoisoflavanones antioxydantes ont été identifiées, aux côtés de saponines stéroïdiennes. Pour la préparation en infusion la racine âgée de 3 ans est cuite à la vapeur ou torréfiée ou séché, elle y gagne un gout agréable. On lui attribue de nombreux pouvoirs, qui vont d'une activité antivirale (grippe A) au traitement du diabète en modèle murin. Yanze Liu qualifie l'infusion de relativement sûre (car une légère toxicité a été mise en évidence chez la souris).

#### Thé de racine de marante
칡차 갈근차 (chilgcha galgeun cha) 葛根茶 (galgeun chà). La racine de marante ou dictame (aux Antilles), rouroute à La Réunion, arrowroot des Antilles (Maranta arundinacea, ordre des Zingiberales) est connue pour sa richesse en amidon avec de nombreuses applications alimentaires: gelées, pâtisseries, crèmes, nouilles vietnamiennes et coréennes qui en font une épice médicinale importante, très digeste et favorisant une bonne digestion. Elle est d'origine américaine et largement cultivée en Asie à climat chaud. Riche en flavonoïdes elle a une activité antioxydante elle est utilisée par les ethnomédecines.
La tisane est une décoction de racine sèche qui se prend sucrée ou une infusion de poudre de racine (galbun-cha), elle est utilisée pour traiter diarrhées, coliques ou dysenteries. Le chikcha 칡차 (chilgcha) peut aussi se faire avec une infusion de fleur.

Ne pas confondre avec la Puéraire hirsute (Kudzu, Pueraria thunbergiana), autre plante à racine riche en amidon et utilisée dans le médecine chinoise et coréenne dont on fait aussi une tisane.

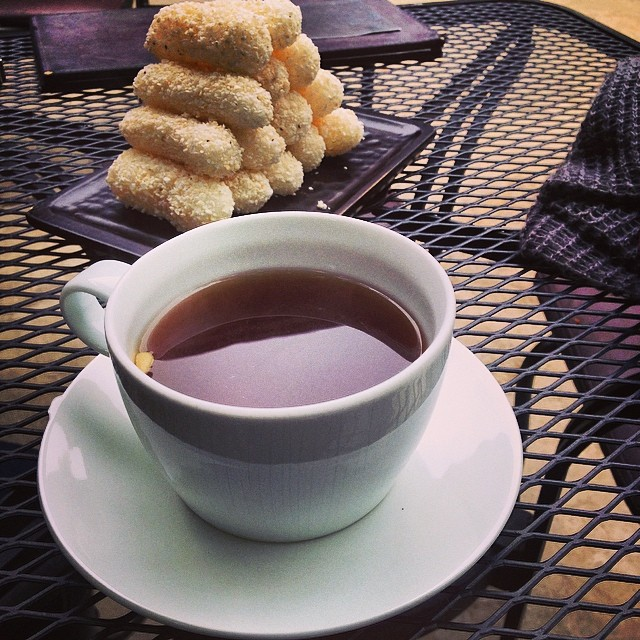
décoction de ginseng

#### Thé de ginseng
Le ginseng (Panax ginseng) a différents noms selon la méthode de transformation de la racine: ginseng frais, ginseng rouge de racines de 6 ans cuites à la vapeur de 1 à 4 h jusqu'à couleur brune rougeâtre avant de les sécher au soleil, ginseng blanc ou racine séché après avoir été ébouillantée. Émile Perrot le décrit comme la «panacée [panax] universelle de la médecine chinoise et coréenne», vertus qui sont depuis longtemps mises en doute. «Leur saveur d'abord douce et sucrée, est ensuite aromatique». La plante est extensivement cultivée en Corée et en Chine.
La tisane de ginseng est une décoction à eau frémissante. La teneur en ginsénosides des décoctions de poudre de racine de ginseng rouge ou blanc est plus élevée que celles de racine tranchée. Il existe aussi un thé de feuille de ginseng plus riche en acide ascorbique et moins chargé en tanins que celui de racine.
- Tisane de ginseng rouge

홍삼차 (hongsam cha), chinois 紅蔘茶 (hóng shēn chá). Ce ginseng a longtemps été un monopole coréen. La littérature académique sur cette tisane se concentre sur les applications médicinales (cancer, anémies, anticoagulant, photo vieillissement cutané des souris chauves, etc.). Les modes de traitement de la racine engendrent des gouts différents des décoctions. Les préférences des consommateurs coréens sont diverses, les uns aiment les thés rouges de ginseng rouge produits avec haute pression hydrostatique et fermentation, les autres la forte saveur de ginseng de la méthode traditionnelle, enfin le goût sucré et à la saveur de jujube des extraits alcooliques trouve l'approbation d'un troisième groupe.
- Thé de racine de ginseng blanc

인삼차 (insam cha), chinois 人蔘茶 (rén shēn chá), Panax ginseng, cette tisane serait préférée par les coréens à celle de ginseng rouge. Elle a une saveur amer et astringente (il se consomme généralement sucré), terreux et sucré et un parfum plus intense que celle du thé au ginseng rouge. Son gout plus ou moins sucré et sa couleurs sont fortement influencées par la température de séchage de la racine (entre 80 et 110 °C).

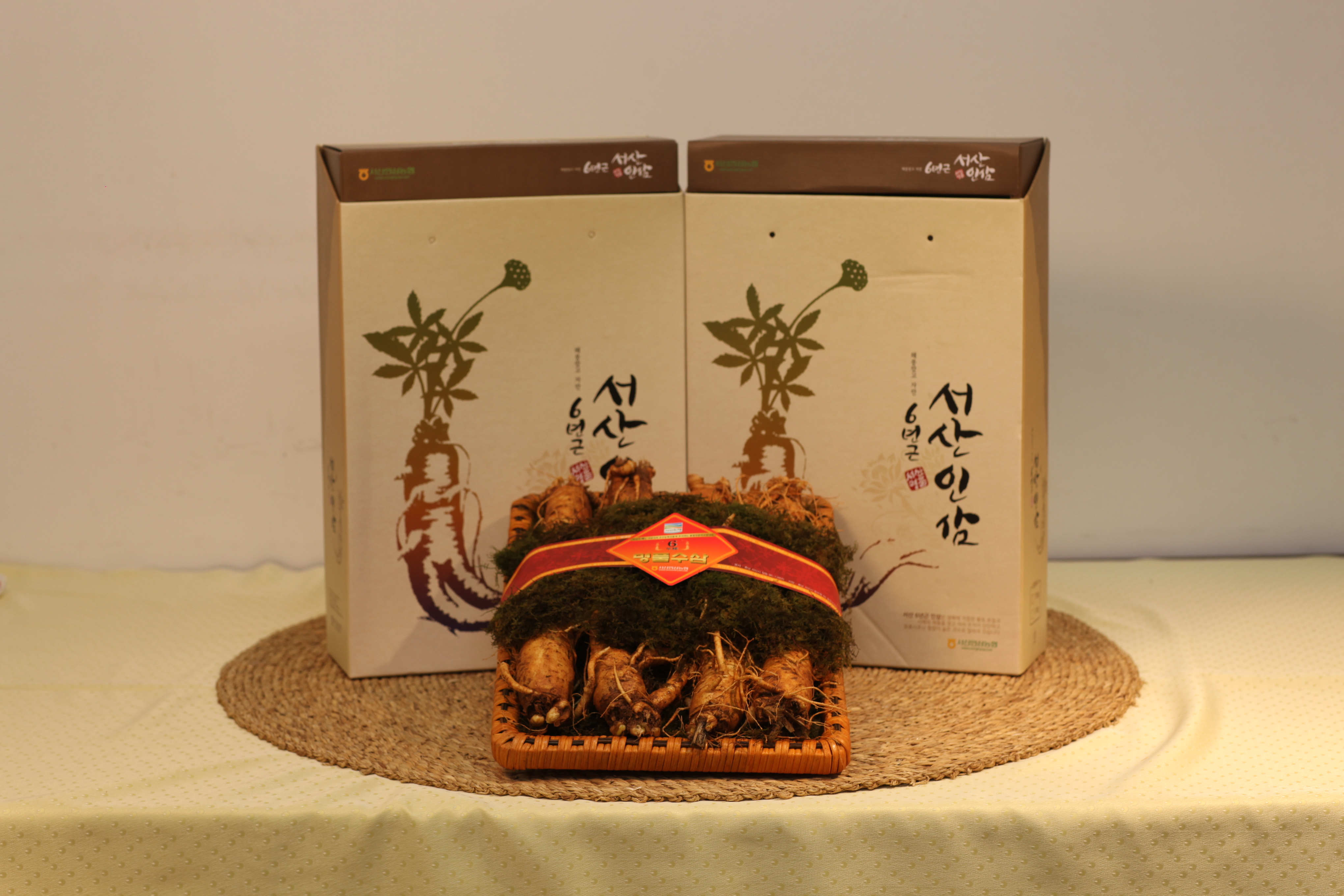
ginseng de 6 ans donne le meilleur thé

- Misam-cha aux radicelles de gingseng

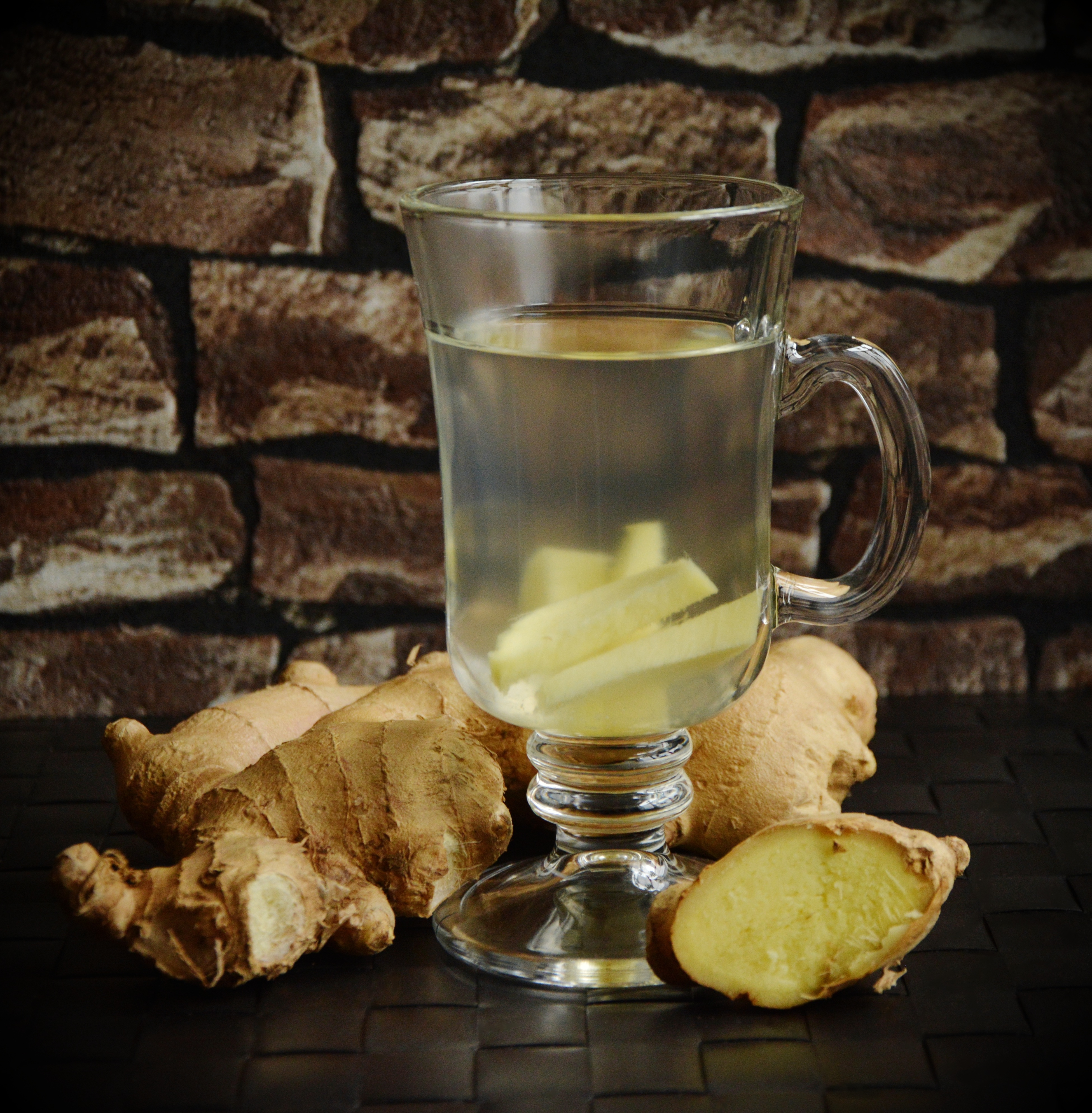
Infusion de gingembre frais

미삼차 (misam cha), chinois 尾蔘茶 (Wěi shēn chá), cette décoction de radicelles de gingseng est consommée froide et se fait de préférence avec du ginseng frais (le ginseng séché est plus doux). Elle est réputée anti-fatigue, fortifiante et bonne pour la circulation sanguine.

##### Tisane de gingembre
생강차 (saeng-gang cha), chinois 生薑茶 (Shēng jiāng chá). La tisane de gingembre (Zingiber officinale) est une infusion traditionnellement utilisée comme phytothérapie en Asie, sa saveur «est brûlante, poivrée et aromatique, elle réchauffe et rend service à toutes les occasions et saisons de l'année. Elle est stomachique, excitante, anti-infectieuses et sudorifique». On infuse du gingembre frais ou sec 15 min dans l'eau très chaude en la parfumant au zeste d'orange. Cette boisson fait l'objet de publications académiques nombreuses dont son utilité contre le diabète de type 2 (2021), la production de boisson aromatisée à la menthe, au thé vert.

#### Igname de Chine

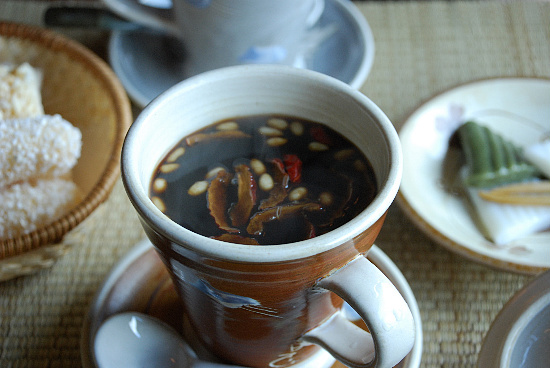
Ssanghwa tang cha, décoction de diverses racines médicinales, aromatisée et sucrée

마차 (ma cha), chinois 麻茶 (má chá). Il s'agit d'une décoction d'igname de Corée (ou de Chine) (Dioscorea polystachya) sec (200 g par litre d'eau) donnée pour tonique et antidiarrhéique, elle est considérée dans l'ethnomédecine asiatique comme une source de longévité éternelle.

#### Racine de pivoine de Chine (thé de racines chinoises)

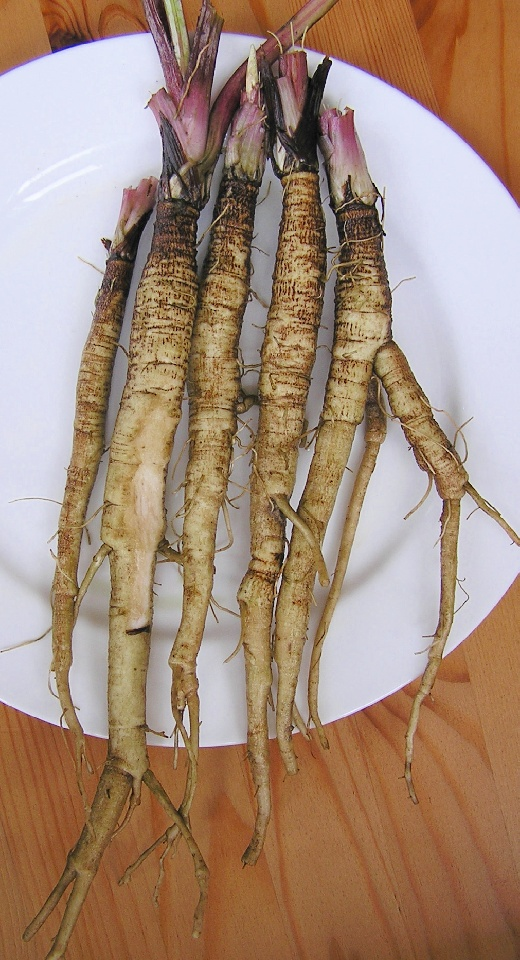
Racine de bardane blanche

쌍화탕 (ssanghwa tang), chinois 雙和湯 (shuāng hé tāng), littéralement Harmonie de l'énergie et du sang. Le Ssanghwa-tang est une tisane faite à partir d'un extrait vendu tout préparé qui comprend les principales racines médicinales chinoises: de la racine séchée de pivoine de Chine (Paeonia obovata), de Rehmannia glutinosa, d'Astragalus propinquus, d'angélique coréenne (Angelica gigas), de livèche (Levisticum officinale) le tout aromatisé à la cannelle et à la réglisse chinoise, sucré au jujube etc. Il s'agit d'un thé reconstituant dont la formulation est variable..

#### Thé de bardane
우엉차 (ueong cha). La bardane 우엉, Arctium lappa est une plante cultivée au Japon et en Corée. D'origine européenne la tisane de racine de bardane sauvage (infusion 2 h de 20 g par litre) était jadis inscrite au Codex comme spécialité pharmaceutique. On lui attribue des vertus thérapeutiques qui suscitent des publications académiques régulières. En 2019, une expérimentation en double aveugle a montré qu'un groupe d'humains souffrant d'arthrose bilatérale du genou qui boivent 3 tasses par jour de thé de racine de Bardane voit son profil lipidique amélioré, le niveau de cholestérol total et la pression artérielle significativement diminués. Il s'agit d'un antioxydant démontré dans le cadre de cette affection. Parmi les derniers effets publiés la plante aurait des  effets antiplaquettaires, suggérant des activités protectrices antithrombotiques et cardiovasculaires. Le séchage de la racine par étuvage à 100 °C pendant 10 min, et à l'air chaud suivi d'une torréfaction à 250 °C, améliore le gout de l'infusion sans affecter sa qualité.

#### Thé de racine de lotus
연근차 (yeongeun cha), chinois 蓮根茶 (Liángēn chá). L'infusion est faite avec de la racine de lotus (Nelumbo nucifera) sèche torréfiée, les diverses parties de la plante sont utilisées pour faire des tisanes, voir la fleur, les graines, la feuille.

### Thés d'écorce

#### Thé de cannelle
계피차 (gyepi cha), chinois 桂皮茶 (guìpí chá). En Corée, on boit beaucoup de cannelle en voiture. La cannelle utilisée en Corée provient principalement du Viêt-Nam. La tisane se fait soit en infusion, soit en décoction (20 min, avec de la jujube pour donner de la douceur). Les indications sont nombreuses.

#### Thé de peau de kaki sèche
말린감차 (mallin gam cha), lors du séchage des kaki (fruit du plaqueminier Diospyros kaki très populaire en Corée) qui se fait avec des kaki pelés, la peau est séchée. Elle sert pendant l'hiver à préparer un thé par décoction (20 min) d'une petite quantité (2 cuillerées à soupe pour 1 l d'eau) réputée combattre les rhumes, la toux, etc.

### Thés de fruits

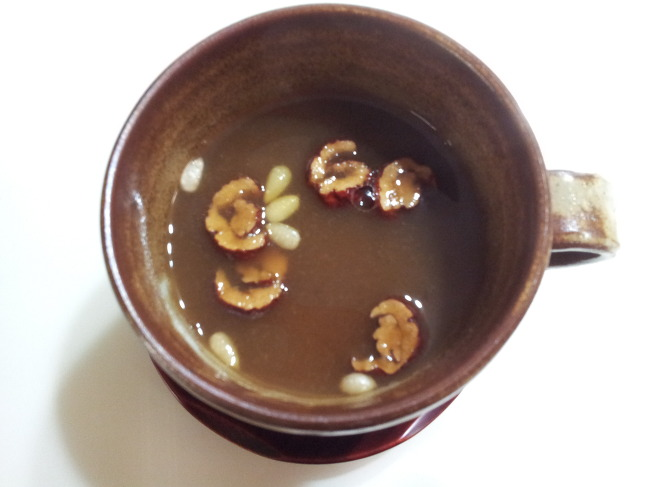
Thé de jujube avec tranches de jujubes secs.

#### Thé de jujube
대추차 (daechu cha) est une décoction de jujubes secs (Ziziphus jujuba) qui se fait en 2 temps, les jujubes sont mis à renfler dans l'eau bouillante, quand ils sont renflés, on les passe au tamis et le mélange de pulpe et d'eau est à nouveau mijoté une heure. Il existe une version jujube-gingembre. On attribue de nombreuses vertus au jujube, qui soulagerait la dépression, le stress, l'anxiété, l'anémie, l'anorexie, et l'insomnie. La médecine chinoise tient le jujube pour un super fruit, elle en fait une utilisation extensive, en Chine les feuilles du jujubier servent aussi à préparer des infusions. T. K. Lim donne la composition des jujubes sèches qui sont des antioxydants.

#### Thé de goji
구기자차 (gugija cha), 枸杞茶 (gǒuqǐ zi chá), le thé de goji (Lycium barbarum) est une décoction des fruits et aussi des feuilles légèrement torréfiées. Le thé de goji à baies noires est un meilleur anti-oxydant que celui à baies rouges, et la feuille est spécialement riche en flavonoïdes. Cette tisane interagit avec le coumaphène (warfarine), 3 cas sont décrits et il est recommandé d'interroger les patients à qui ces coumarines sont prescrites.

#### Thés d'agrume
Les plus fréquents sont des thés verts aux zestes d'agrume séchés, le 감귤꽃 나애녹차는 (gamgyulkkoch naaenogchaneun) thé vert Naae est parfumé aux fleurs de mandarinier, comme au Japon les みかんの花入り緑茶 (Mikan'nohana-iri ryokucha) thé vert aux fleurs d'agrume, aux fleurs de mandarinier mikan.

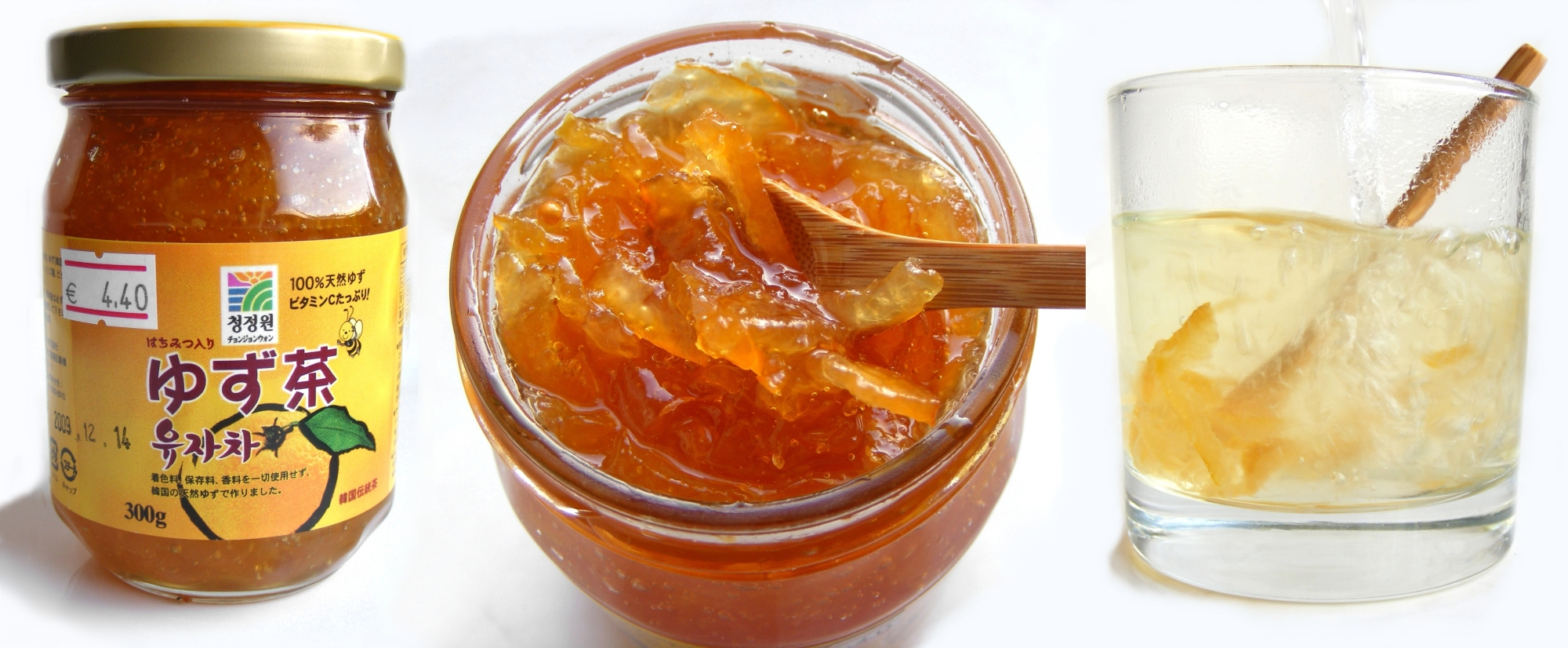
Yuja cha: thé de yuzu à base de marmelade de yuzu

- Thé de zeste de mandarine

귤피차 (gyulpi cha), 橘皮茶 (jú pí chá), décoction de zeste de mandarine asiatique (satsuma) fraiche ou séchée (chenpi). Elle se boit sucré ou miellée, aromatisée parfois au gingembre et contre le rhume (elle fait circuler le qi dans les poumons dit-on).
- Poches de thé de yuzu sucré prêts à additionner d'eau chaudeThé de yuzu (thé de yuja)

유자차 (yuja cha), 橘皮茶 (jú pí chá) yuja-cha mélange de confiture de yuzu (yuja-cheong 유자청)  et d'eau chaude.
- Thé de pamplemousse

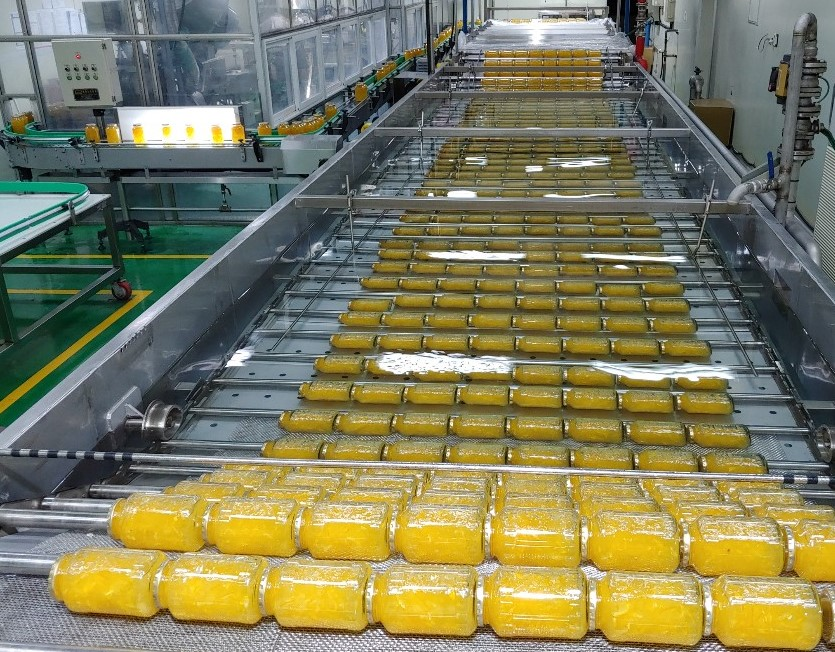
Poches de thé de yuzu sucré prêts à additionner d'eau chaude

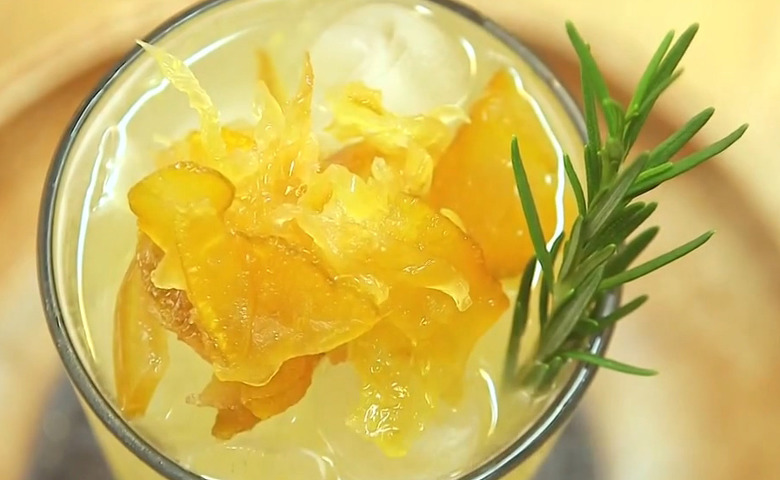
infusion de Dangyuja, cultivar coréen rare de pamplemoussier.

Dangyuja (coréen 당유자 [taŋ.ju.dʑa]) est une variété de pamplemousse riche en flavanone glycosides cultivée à Jeju dont on fait un thé qui n'est pas un thé de yuzu mais dont le gout est localement apprécié. La récolte de ce fruit (2 t par an) est confidentielle, la variété est signalée par Slow Food.
허니 자몽 차 (heoni jamong cha) 蜂蜜柚子茶 (fēngmì yòuzi chá), thé de zeste de pamplemoussier (Citrus maxima). La préparation du mélange de base se fait avec du zeste de pamplemousse (trempé 5 min dans l'eau froide pour tirer l'amertume) de pulpe et de miel. Ce mélange est allongé d'eau ou de thé de Camélia sinensis (thé vert, thé blanc). Les chinois écrivent que ce thé évacue la chaleur et blanchit la peau; il se boit chaud ou froid.
- Thé d'orange trifoliée

탱자차 (taengja cha) est une infusion de peau d'orange trifoliée (Poncirus trifoliata) fraiche ou séchée, récoltée jaune à la fin de l'automne. La peau de cet agrume est , comme celle du kumquat, sucrée, mais son infusion est aigrelette. Les sites coréens déconseille ce thé aux femmes enceintes.
L'infusion de fruits entiers séchés se fait également.

#### Thé de potiron et de melon

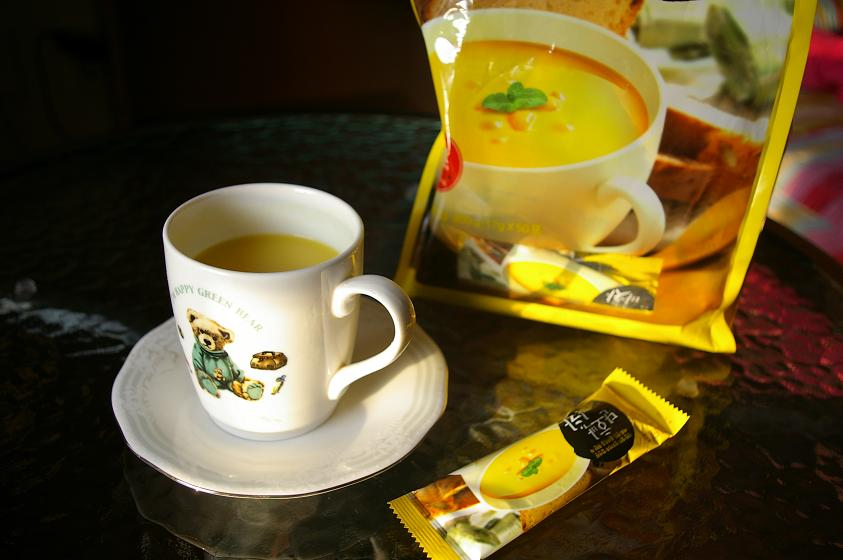
Thé composé potiron/patate douce.

호박차 (hobag cha), les graines (sèches, rôties ou non), l'écorce des citrouilles ou le fruit entier tranché et séché, se vendent torréfiées en infusettes donnent une infusion diurétique. La tisane de citrouille était déjà en usage dans la Grèce antique, la tisane de citrouille était chez Erasistrate une médecine simple recommandée.
동아차 (donga cha) 東亞汽車 (Dōngyà qì chá), comme le précédent se fait de graine et de morceaux de melon (Cucumis melo), il est servi chaud (au lait en hiver) ou froid.

#### Thé de grenade
석류차 (seoglyu cha), 石榴茶 (shíliú chá), les arilles sèches et les pétales de fleur de grenade (Punica granatum) en décoction produisent une tisane chaude réputée apporter de nombreux bienfaits dont l'amélioration de la mémoire. Les arilles sont aussi conservées au sucre ou au miel, fermentées ou non, la tisane aigre-douce s'obtient par infusion. La décoction d'écorce de grenade était jadis un gargarisme.

#### Thé de cornouille
Les baies séchées du cornouiller officinal ou cornouiller du Japon (Cornus officinalis) 산수유차 (sansuyu cha), 山茱萸茶 (shānzhūyú chá) sont utilisées pour cette décoction (5 min) suivie d'une infusion de 20 min dont l'aigreur est moindre servie froide. Elles sont aussi commercialisées en sirop. Cette tisane aurait elle aussi un effet favorable sur la mémoire du rat. L'étude de la composition de l'extrait aqueux de cornouille montre la présence d'une quantité significative d'acide loganique les chercheurs pensent (2021) que son effet immunomodulateur atténue le développement des complications inflammatoires dérivées du diabète. 

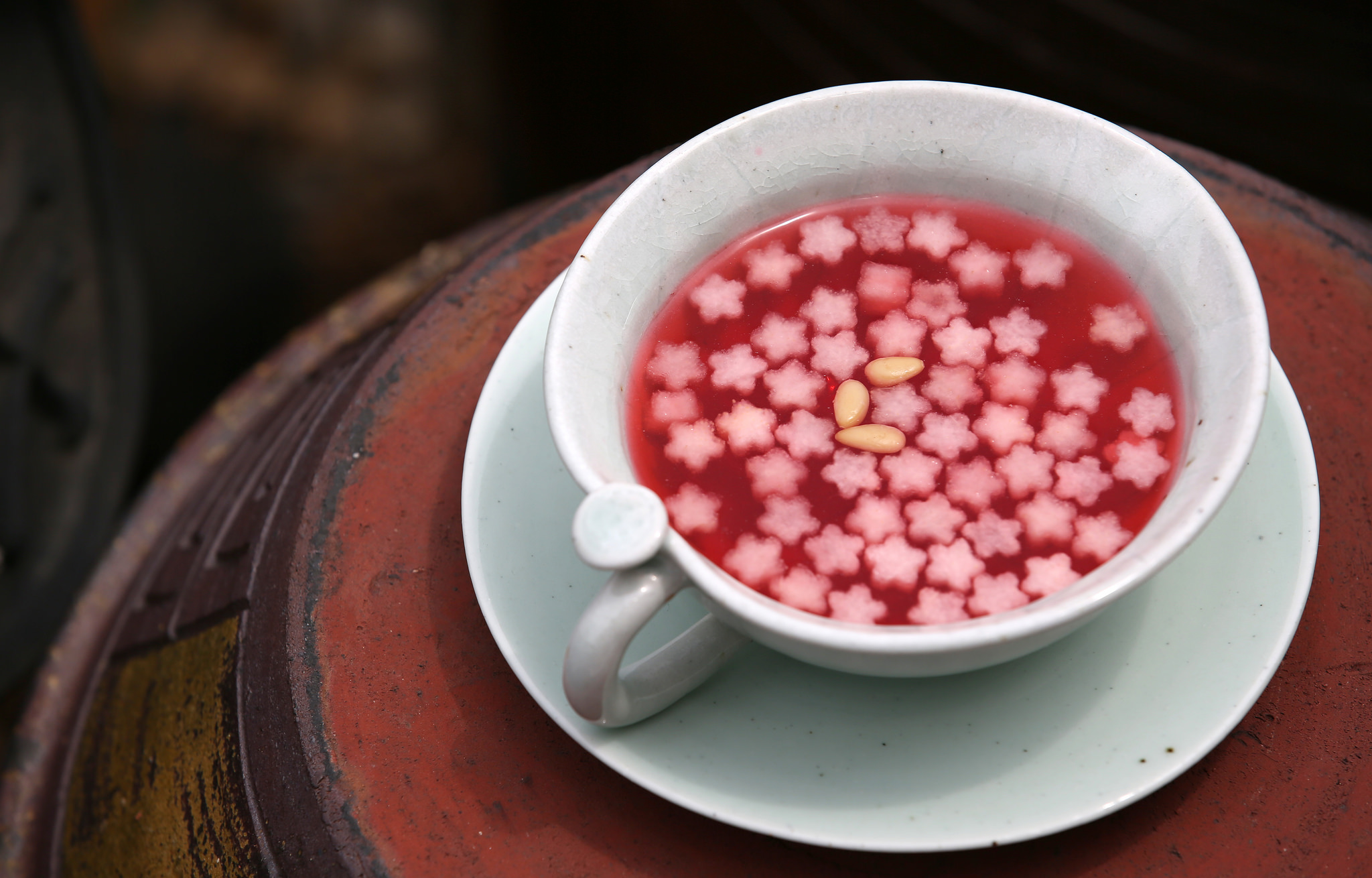
Omija cha avec des étoiles taillée dans une poire asiatique

#### Thé de graine aux cinq saveurs
산수유차 (sansuyu cha), 五味子茶 (wǔwèizi chá), Schisandra chinensis  les baies sont appelées omija, on en fait une jolie infusion rouge, c'est un tonique utilisé par la médecine chinoise.

#### Thé de prune
- Thé de prune mume

매실차 (maesil cha), 梅實茶 (méi shí chá) (Prunus mume). Les prunes mume sont utilisées en décoction dans l'eau froide soit fraiches maesil, fraiches et vertes omaeyuk, soit fumées omae, en infusion en conserve au sucre maesil-cheong, et enfin en dilution du jus fermenté, 매실주 (maesil-ju cha) vin de prune  ou maesil-ju, liqueur de prune qui se fait de prunes jaunes. Il existe aussi un boisson alcoolisé chinoise  de prunes noire le  酸梅汤 (suānméitāng) aigre de prune sucré-salé Suanmeitang aromatisée dont on fait une sorte de soupe rafraichissante en Chine.

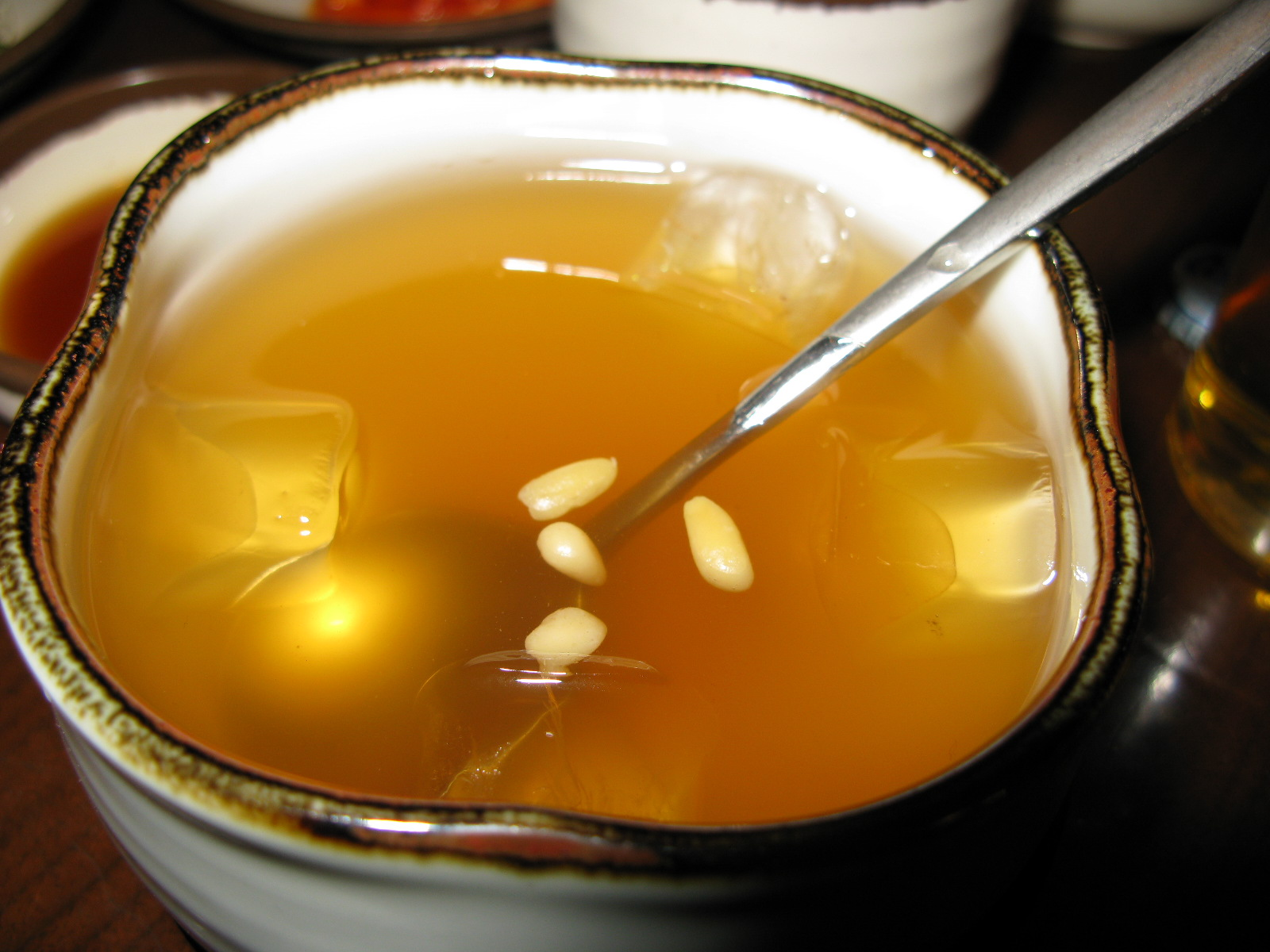
Thé de prune froid.

Les effets de la prune en médecine chinoise sont nombreux (anti-atigue, diarrhée, constipation, appendicite, pleurésie  toux, expectoration insomnie assainissement de la peau, infection pulmonaire, intoxication verrues…). Cette boisson froide est un bon désaltérant d'été.
Cette tisane n'est pas comparable à l'eau-de pruneau, ou tisane de pruneaux qui se fait d'une décoction (1 heure) de 60 g pruneaux dénoyautés par litre - fruit du prunier commun Prunus domestica - de sirop de fleurs de Pêcher et d'eau. Le Codex la donnait émolliente et laxative recommandée pour les enfants.

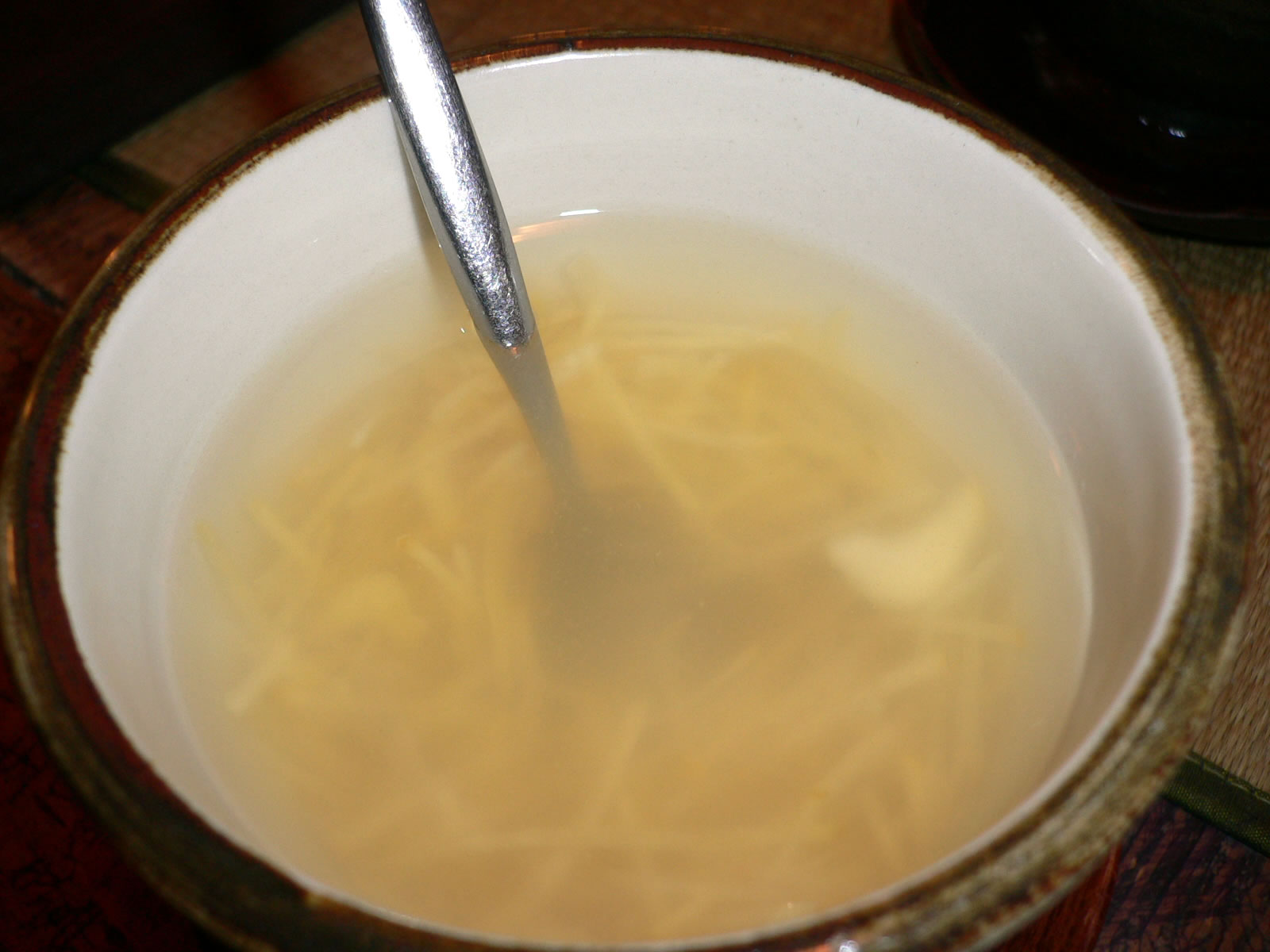
Mogwa cha, thé de coing chinois

- Thé de prune mume fumée

오매차 (omae cha), 烏梅茶 (wūméi chá), la prune séchée-fumée est un mode traditionnel de conservation, fumage est lent (dans certains cas on parle de cuisson à la vapeur) sur un feu de paille de riz. Les prunes sont ensuite lavées puis cuites 5 min dans l'eau bouillante. La boisson obtenue se consomme habituellement froide.

#### Thé de coing chinois
모과차 (mogwa cha). Le coing chinois (Pseudocydonia sinensis) est agréablement parfumé. Il est présenté sous forme de tranches de fruit séchées traitées en décoction ou à la coréenne en morceaux de fruits conservés au sucre ou au miel. Ce thé est indiqué pour les infections pulmonaires.
Le coing (Cydonia oblonga) est utilisé en tisane dans les formulaires en français avec la même diversité : fruit séché, graine (mucilage de coing), séchon ou daguenelle de coing utilisé en tisane, sirop de coing en tisane tonique et astringent.

#### Thé de raisin
포도차 (podo cha) 葡萄茶 (pútáo chá). Jus de raisins, poires et gingembre sont sucrés au miel et additionnés d'eau chaude. Ou bien ce thé est une décoction (20 min) de grains de raisin frais épépinés ou de raisin sec et de gingembre, elle est réputée anti-fatigue. Le tisane de raisin d'ours (la busserole ou Arctostaphylos uva-ursi) qui était en usage en occident comme reconstituant n'est pas mentionnée dans les sources coréennes.

### Thés de graines

#### Thé aux haricots mungo
녹두차 (nogdu cha) 綠豆茶 (lǜdòu chá). Les haricots mungo Vigna radiata (parfois torréfiés) sont cuits 20 min à l'eau bouillante, l'eau de cuisson est servie chaude en hiver. Certains les écrase dans l'eau de cuisson avant de servir, le thé se boit sucré.

#### Thé aux larmes de Job

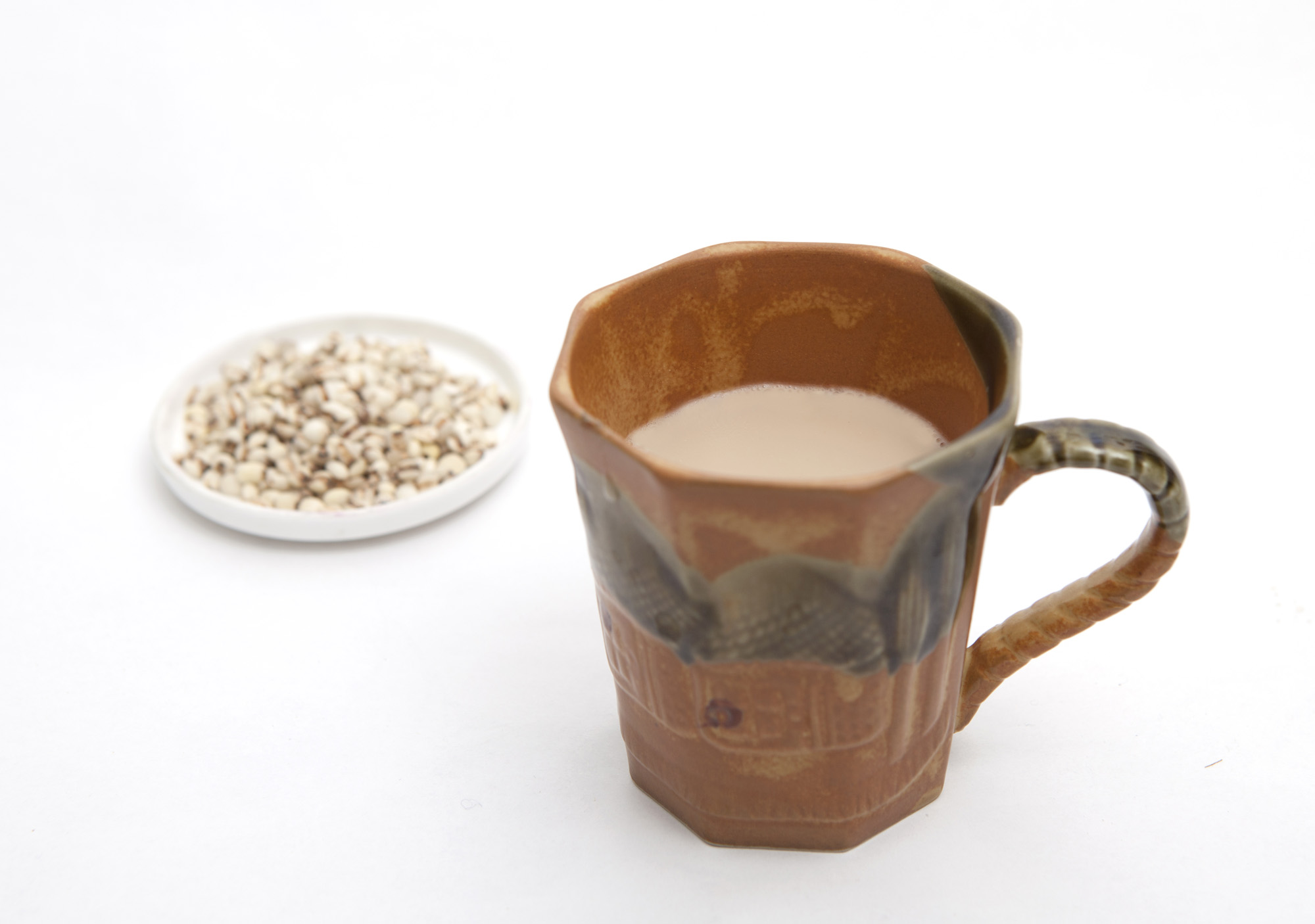
Poudre de grain de job torréfié en boisson.

율무차 (yulmu cha) tisane de graines torréfiées de grain de Job (Coix lacryma-jobi) disponible sous forme moulue (comme le café) ou pulvérulente. Les coréens apprécient son gout torréfié et sa saveur d'arachide qui s'obtient dans les meilleures condition en torréfiant à 100 °C pendant 1 heure d'après une source indonésienne. Les graines de grain de Job contiennent des phénols, des flavonoïdes, des polysaccharides, des protéines, des fibres, des vitamines et des huiles qui ont (modèle murin et in vitro) une activité antioxydante, anti-inflammatoire, anti-obésité, et reconstituante du microbiote intestinal.

#### Thé de maïs

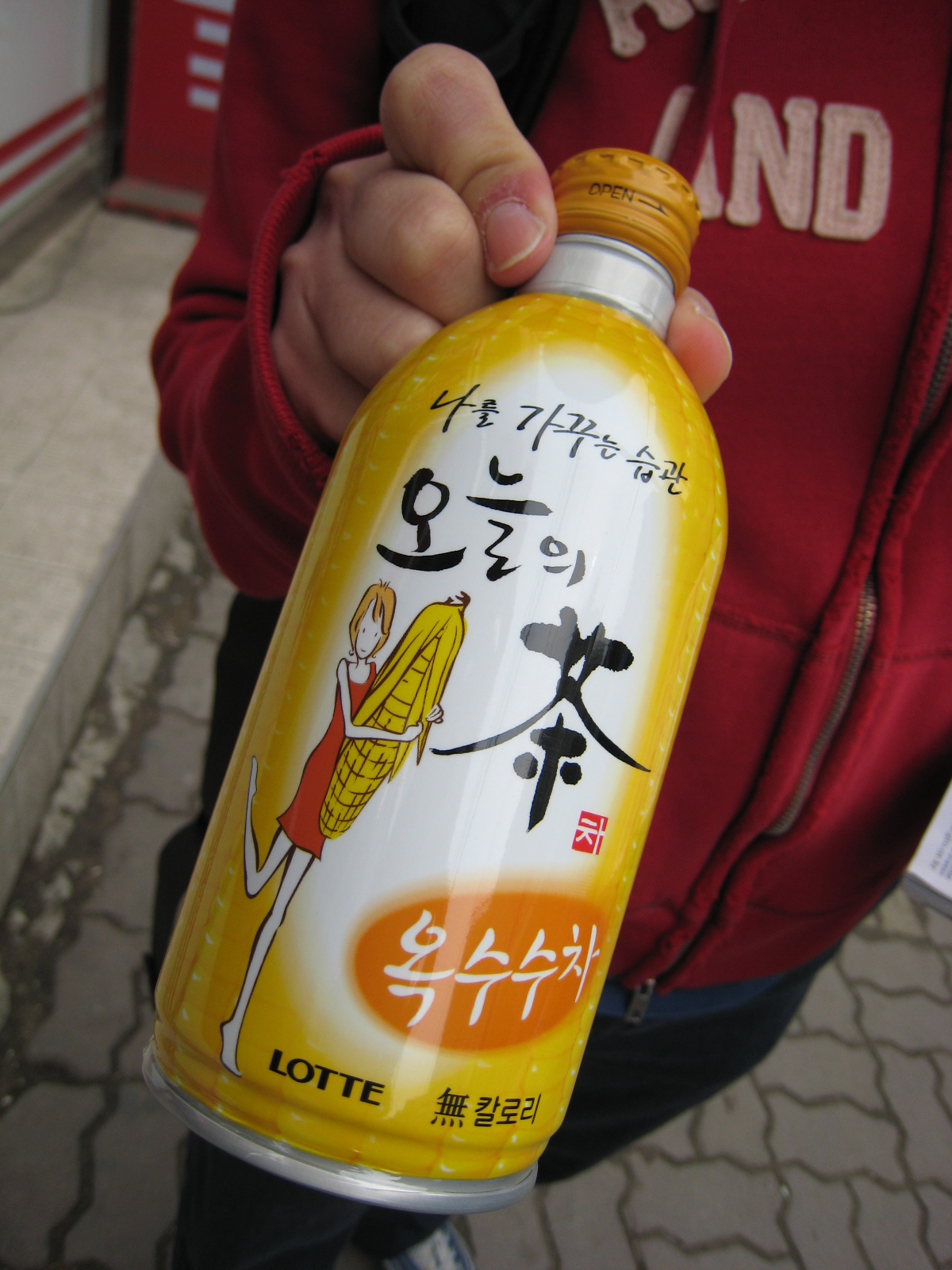
Tisane de maïs prête à servir.

Le indiens d'Amérique qui ont domestiqué le maïs en faisaient déjà des boisons fermentées ou non dont Parmentier donne une première description en 1812.
- 옥수수차 (ogsusu cha) Les grains de maïs légèrement grillés jusqu'à obtention d'une couleur ocre sont cuits (décoction) jusqu'à obtention d'une tisane de couleur jaune qui est filtrée. Le gout léger est naturellement doux[214]. Il est commercialisé sous forme de boisson prête à boire.
- Le thé de maïs se fait aussi de fécule de maïs torréfiée[215] (reconstituant[216]),
- et de barbe de maïs [217] 옥수수수염차 (ogsusu suyeom cha) mentionnée diurétique[216].

#### Thé d'orge
보리차 (boli cha)

#### Thés de riz
Les thé de riz font l'objet de recherches en Corée : la germination du riz avant torréfaction améliore les qualités organoleptiques du thé, qui donne un maximum d'anti-oxydant à 225 °C pendant 3 min. Ces tisanes de riz sont enrichies ou travaillées pour optimiser leur teneur en acide γ-aminobutyrique ou en sélénium. Leur commercialisation sous forme de poudre facilement buvable a été proposée.

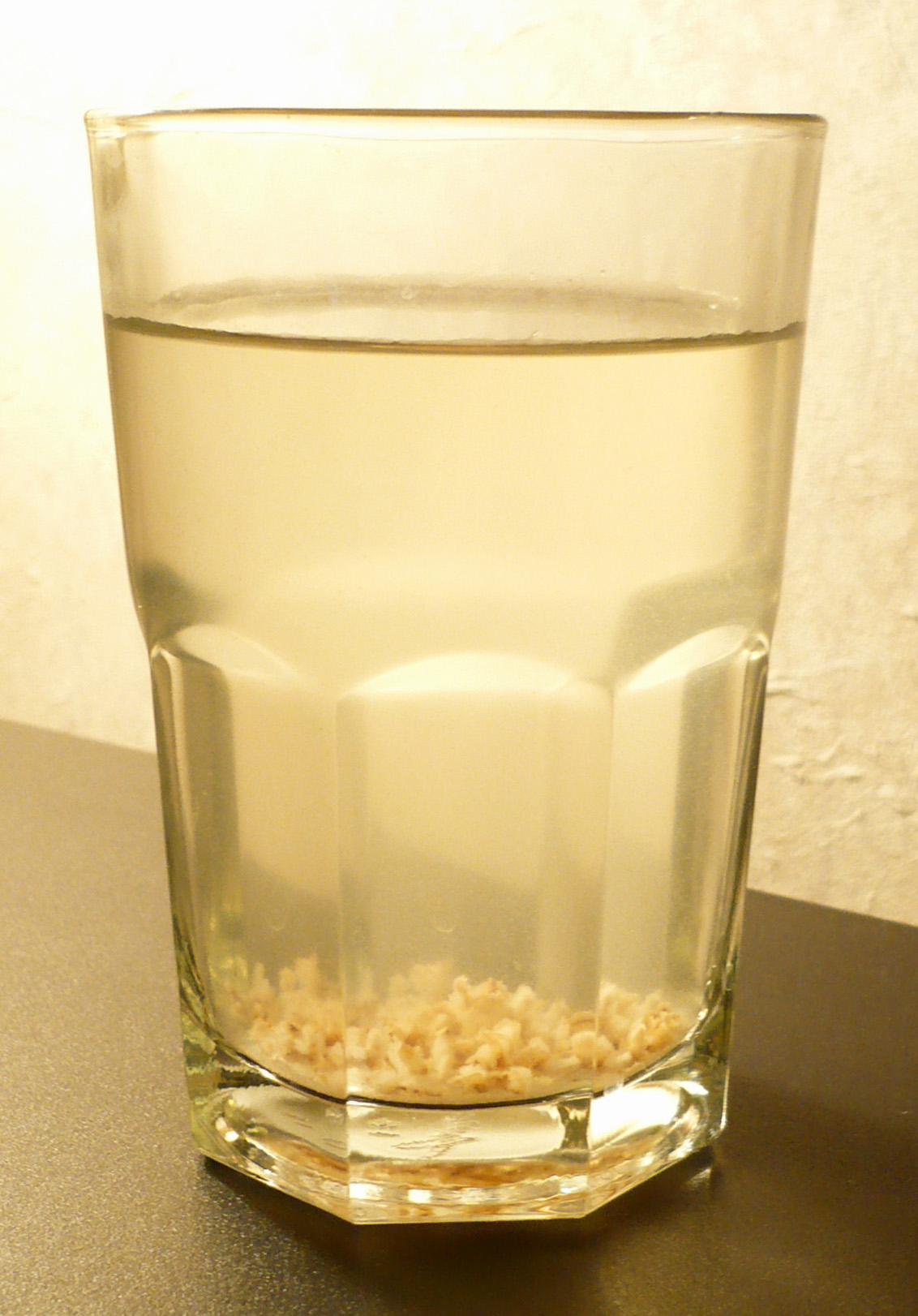
Hyeonmicha, jaune pale de riz juste frit

- Thé de riz Misu-cha  미수차 (misu cha) à base farine de riz torréfiée et mélangée à l'eau - cette sorte de bouillie très diluée ne se sucre pas.

- Thé de riz brun Hyeonmi-cha 현미차 (hyeonmi cha) 玄米茶 (xuánmǐ chá), thé de riz brun aux grains entiers poêlés jusqu'à éclatement. La décoction dure 20 min, nombreuses vertus réputées[223].

- Thé vert au riz brun Hyeonmi-nokcha 현미녹차 (hyeonminog cha) 玄米綠茶 (xuánmǐ lǜ chá), thé vert mélangé à du riz brun torréfié. A la différence du genmaicha japonais le riz est cuit à la vapeur avant torréfaction.

#### Thé de sarrasin
메밀차 (memil cha) Le sarrasin (Fagopyrum esculentum) a été introduit en Corée depuis la Chine, les graines sèches sont colorées à la poêle puis mises à bouillir (1 tasse par litre d'eau) jusqu'à ce qu'il coule au fond de la casserole. Il est connu au Japon sous le nom de sobacha (そば茶). La boisson est agréablement douce, tonique, reminéralisante. La tisane de sarrasin a été testée en double aveugle sur 67 patients atteints d'insuffisance veineuse chronique, elle a un effet favorable et limite le développement de l'œdème.

#### Thé de senna
결명자차 (gyeolmyeongja cha) aussi habu cha, 決明子茶 (juémíngzi chá) qui veut dire la graine qui éclaire les yeux. Il s'agit des graines torréfiées (la torréfaction diminue la teneur en constituants hépatotoxiques) de Senna tora, Fabaceae originaire d'Amérique Centrale dont on fait une décoction à qui la médecine chinoise attribue des effets thérapeutiques pour la fièvre, les troubles oculaires, l'ophtalmie avec gonflement et douleur, le glaucome et les selles sèches. Le gout est agréable et la proportion de 33 g par litre d'eau. Ce thé est hypotenseur.

### Thés d'algues

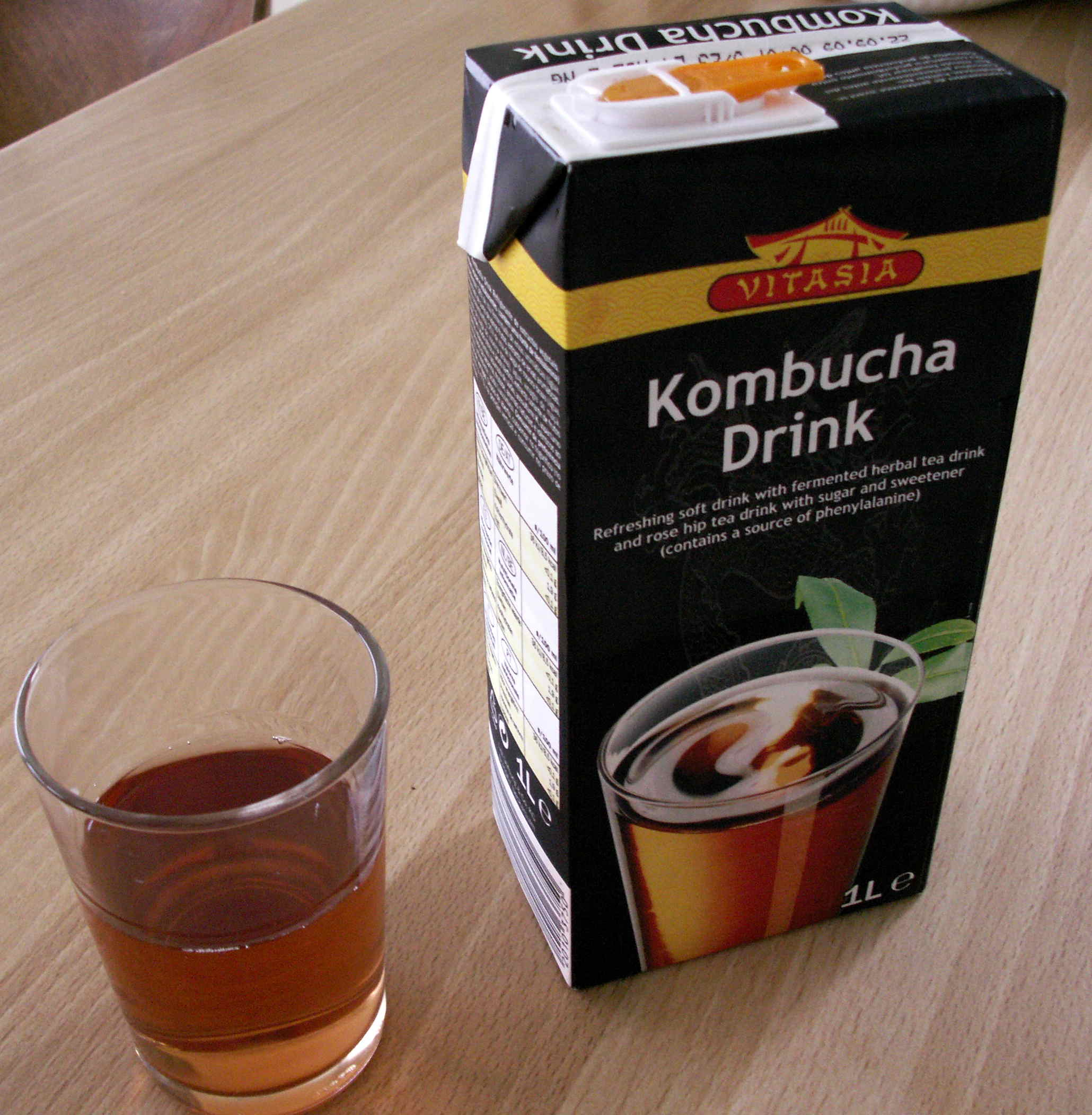
Kombucha aux algues Kombu

다시마차 (dasima cha), thé de varech (Laminaria séchée) au Japon 昆布茶 (kombu cha), 海带茶 (hǎidài chá) haidai-cha en Chine, peu fréquent en Corée. Infusion insipide.

### Thés de champignons
버섯차 (beoseos cha). Les thés aux champignons comestibles sont réputés renforcer l'immunité et ont nombreuses applications en médecine chinoise, les préparations se font généralement en mélange pour améliorer le gout. Parmi eux:
- La décoction de Cordyceps et de Ophiocordyceps sinensis,
- 영지차 (yeongji cha), le ganoderme luisant (Ganoderma lucidum), symbole de longévité,
- 상황차 (sanghwang cha), le Phellinus linteus (un polypore du mûrier) est celui qui donne lieu aux plus nombreuses publications, sa décoction est optimale en 3 h à 100 °C[235]. Ce champignon est un anticancéreux[236],

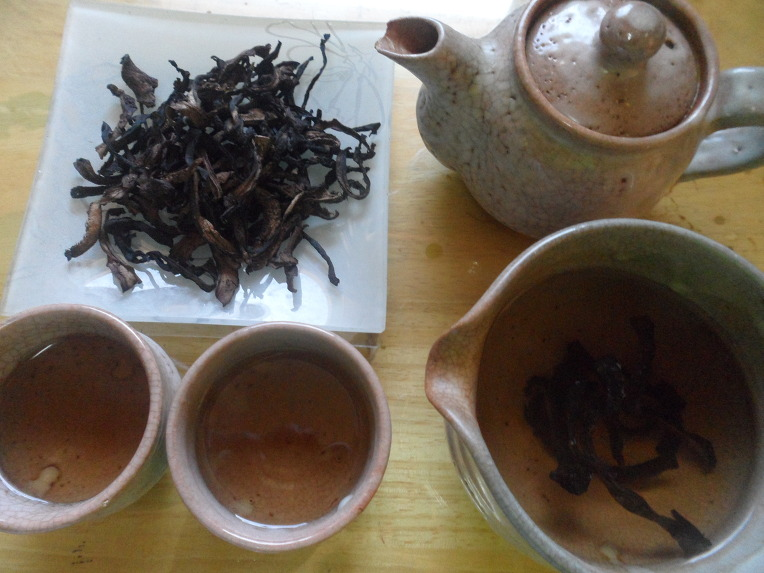
thé d'hydne imbriqué ou hydne écailleux

- thé d'hydne imbriqué ou hydne écailleux Le Lentin du Chêne (shiitaké - Lentinula edodes) sec donne une décoction (30 min avec 1 champignon sec tranché pour 2 tasses, suivi de 30 min d'infusion) qui a une haute réputation (cholestérol, hypertension artérielle...)[237],
- 능이차 (neung-i cha) thé de champignons Neungi proche du précédant, l'hydne imbriqué (Sarcodon imbricatus), nécessairement sec,
- 팽이버섯차 (paeng-ibeoseos cha) thé de collybie à pied velouté (Flammulina velutipes) séché au soleil[238] serait amincissant[239],
- 느타리차 (neutali cha), thé de pleurotes qui doit se parfumer (jujube, gingembre, etc.)[240] ou en mélange avec le shiitaké[241].

### Thés composés - mélanges
Les Sujeonggwa 수정과 (sujeong-gwa) sont des punchs de fin de repas à base d'infusion de cannelle et de gingembre, avec des kakis secs, du lotus, des fruits divers, historiquement de la poire, les agrumes. on y fait flotter des pignons de pin. Elles sont toujours sucrées et étaient par le passé un luxe consommé le jour de l'an. Les infusions sont successives et longues, l'infusion du kaki sec dure de 3 h à 1 jour.